# Ponta Grossa (Porto Alegre)
Ponta Grossa é um bairro localizado na zona sul da cidade brasileira de Porto Alegre, capital do estado  do Rio Grande do Sul. Foi oficialmente criado pela Lei 6.893 de 12 de setembro de 1991 e teve seus limites modificados pela Lei 9.993 de 16 de junho de 2006. 
Um dos bairros banhados pela orla do Guaíba, a Ponta Grossa abriga a praia da Ponta Grossa e a praia do Tranquilo.

## Região de Planejamento e OP
A Ponta Grossa está inserida na "Região Geral de Planejamento Oito" (RGP-8), a última das oito Regiões de Gestão do Planejamento de Porto Alegre. Cada região reúne um grupo de bairros com afinidades entre si, com a RGP8 possuindo dez bairros ao todo. A RGP-8 abriga duas Regiões do Orçamento Participativo (OP) distintas: a Região Restinga (que inclui os bairros Restinga e Pitinga) e a Região Extremo-Sul (que inclui Ponta Grossa, Belém Novo, Boa Vista do Sul, Chapéu do Sol, Extrema, Lageado, Lami e São Caetano).

## Histórico

### Origem do nome

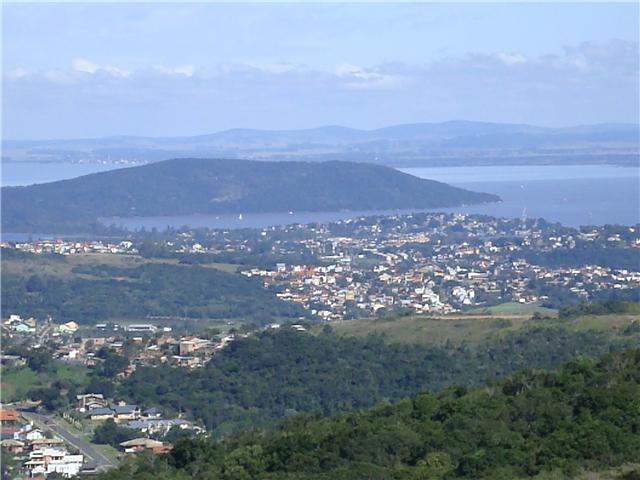
O morro da Ponta Grossa, visto do Santuário Madre de Deus.

O bairro Ponta Grossa recebeu esta denominação por ali se situar um destacado acidente geográfico da orla do lago Guaíba: uma ponta (pequena península) que invade o lago no sentido leste-oeste. Sobre ela erguem-se os 145 metros do Morro da Ponta Grossa, uma das maiores elevações da capital gaúcha, justificando assim o uso do adjetivo grossa.
No século XVIII, o conjunto composto pela ponta e pelo morro já recebia eventualmente a denominação até hoje utilizada, pois, conforme uma pesquisa de Clovis Silveira de Oliveira, autor do livro "Porto Alegre: a cidade e sua formação", o diário de expedição do português Gomes Freire de Andrade cita a passagem desta comitiva pela Ponta Grossa em 1754, enquanto navegando pelo lago. Além disso, em um antigo mapa de 1763, elaborado pelo engenheiro militar José Custódio de Sá e Faria, consta a designação grafada Ponta Groça.

### Ocupações indígenas
Embora quase não haja pesquisas arqueológicas e historiográficas relacionadas ao bairro ou até mesmo à zona sul de Porto Alegre, foram encontrados indícios de ocupação guarani na área de Ponta Grossa.

### Séculos XVIII e XIX

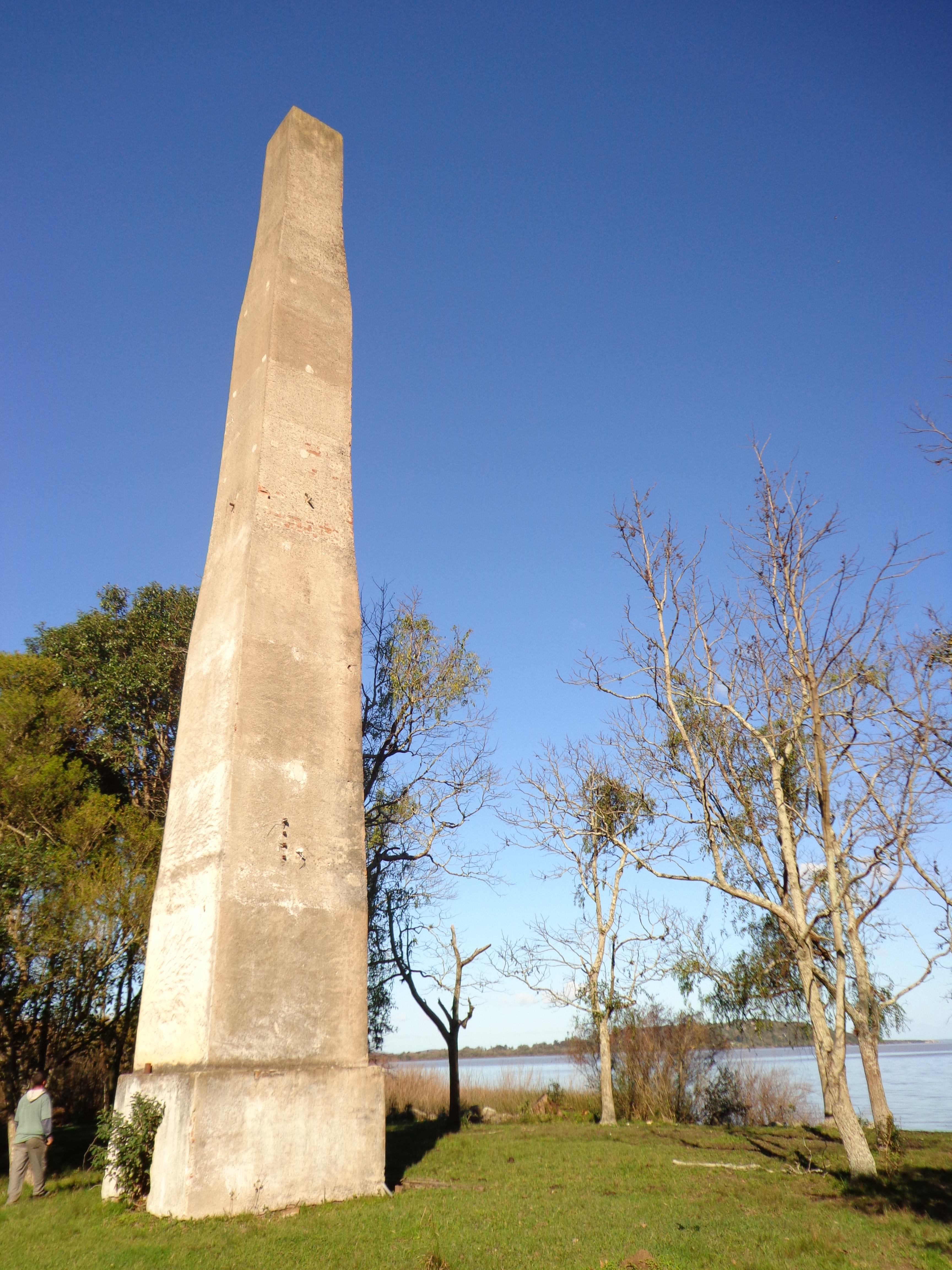
Ruína da chaminé da Olaria do Peixoto, em 2013.

O território da Ponta Grossa era, no século XVIII, um grande rincão que pertencia a Anna da Guerra Peixoto (falecida em 1791), esta filha de Francisco de Brito Peixoto, o capitão-mor de Laguna, em Santa Catarina. No dia 20 de abril de 1780, a senhora das terras vendeu o chamado "Rincão Grande", bem como todos os animais que nele pastavam, para Antônio Cardozo da Silva. A antiga escritura de venda foi registrada no Livro 6 do 1.° Tabelionato de Porto Alegre e encontra-se mantida no acervo do Arquivo Público do Estado do Rio Grande do Sul.
Em 1884, o major Francisco da Costa Peixoto (1846-1920) adquiriu uma parte considerável do rincão dos herdeiros do espólio de Antônio Cardozo da Silva, que abrangia porções desde a atual Avenida Juca Batista, a norte, até a Avenida Serraria, ao sul. O major Peixoto foi pioneiro no bairro ao construir uma olaria na região, próximo da orla do Guaíba, utilizando como matéria prima a argila que coletava nas margens do Arroio do Salso. Mais tarde, em outubro de 1909, o major Peixoto fez a a inauguração "oficial" da pequena fábrica com a aquisição do maquinário da Bromberg & Company para a fabricação de telhas, tijolos e tijoletas, o que rendeu matéria no jornal Correio do Povo na ocasião. Após a morte do major Peixoto, a olaria continuou sendo administrada por seu filho Átila (falecido em 1963), que também realizou a venda de parte das terras, em 1939, para a família do general José Antônio Flores da Cunha, promovendo o gradual loteamento da região. Posteriormente, o terreno da olaria do major Peixoto acabou adquirido na década de 1960 pelo "Clube Social do Médico", então um departamento da AMRIGS (Associação Médica do Rio Grande do Sul), restando no presente apenas a ruína da chaminé da antiga fábrica.

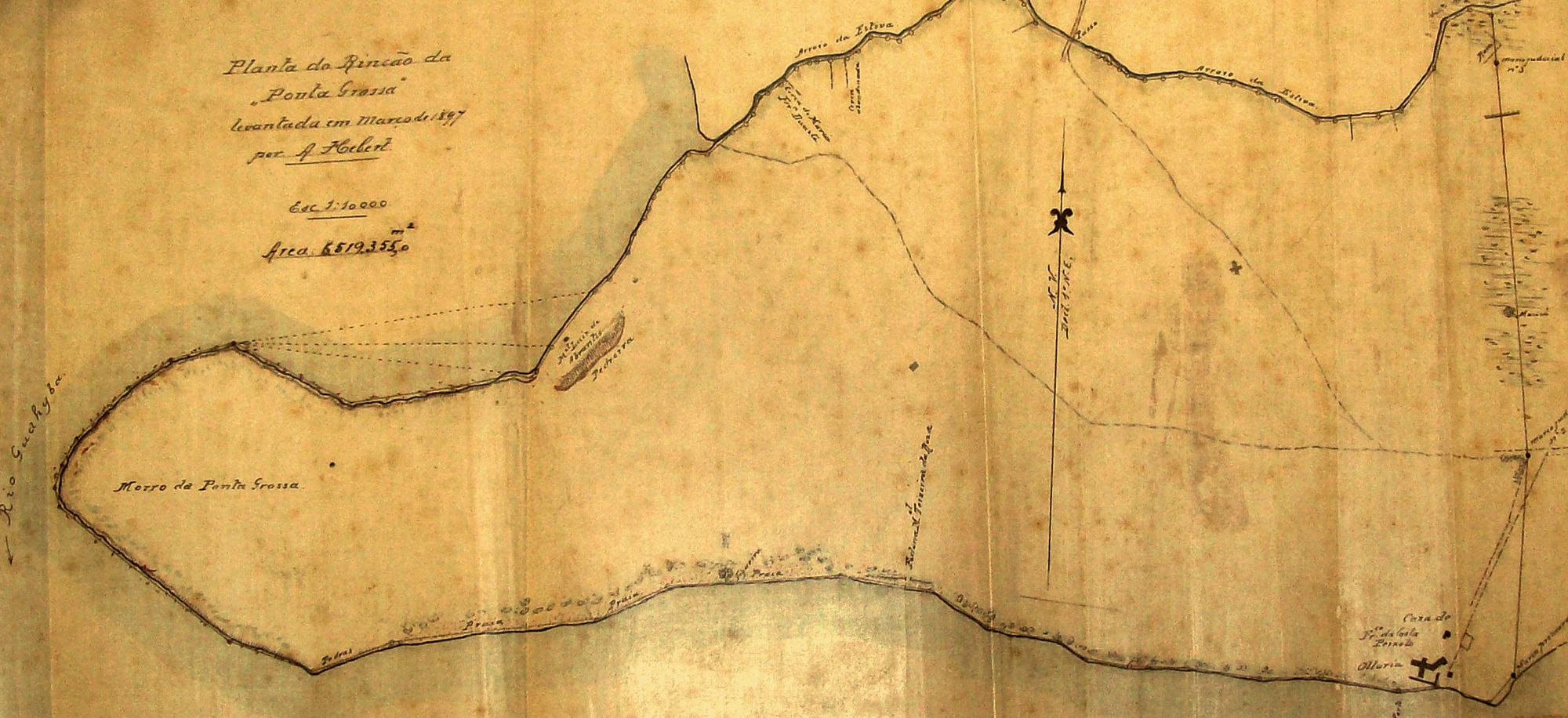
Planta do Rincão da Ponta Grossa de 1897, por A. Hebert.

Em 1897, o arquiteto e chefe das obras públicas do Estado Affonso Hebert, que assinava A. Hebert, foi comissionado para elaborar a "Planta do Rincão da Ponta Grossa", finalizado em março de 1897. O documento registra que a área da propriedade era de cerca de 651 hectares, bem como situa a morada, a antiga olaria e um pequeno porto do major Peixoto na área que corresponde hoje aos fundos do terreno do "Clube do Médico". O mapa antigo de A. Hebert também registra a pedreira nas proximidades do Morro da Ponta Grossa, a qual daria nome ao logradouro "Estrada da Pedreira" posteriormente. 

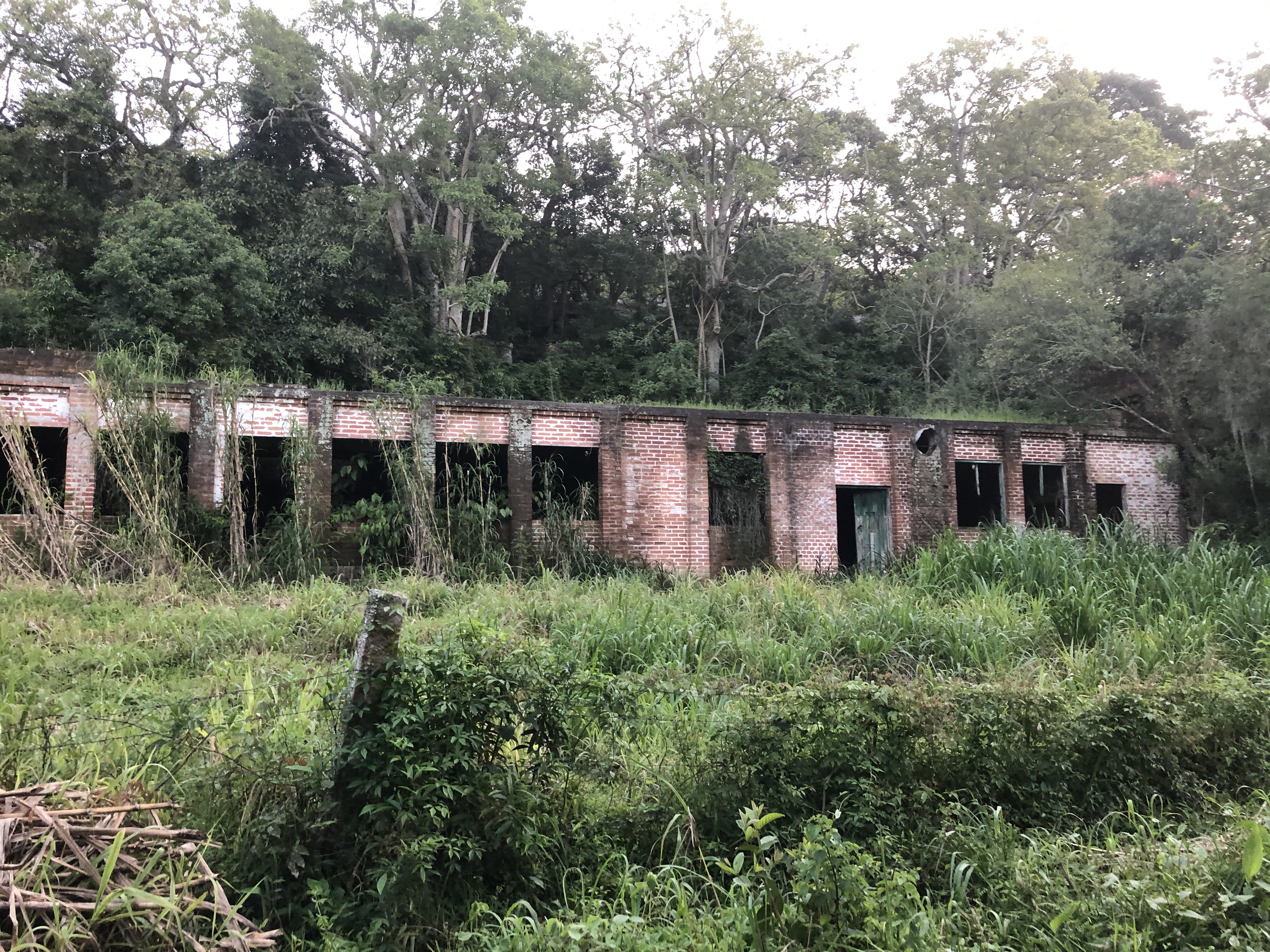
Ruínas de prédio da pedreira.

Da antiga pedreira no Morro da Ponta Grossa e de outras existentes nas elevações da cidade, foram extraídas rochas de granito para a construção de prédios importantes no Centro Histórico de Porto Alegre, tais como o Palácio Piratini (1909), o Memorial do Rio Grande do Sul (1910) e grande parte da Catedral Metropolitana (1921). A história da pedreira foi marcada por episódios de acidentes fatais envolvendo funcionários: em abril de 1952, quando a pedreira era de propriedade da firma José M. de Carvalho & Cia Ltda., uma pedra de "4 mil quilos" se desprendeu de cima de um barranco e esmigalhou o corpo do operário João Graciano de Barros, de 20 anos de idade, contra um caminhão de carga que chegava; em maio de 1959, quando a dona da pedreira era a firma Walter B. Fischer & Cia, o cortador de pedra Adão Barbosa, de 38 anos, faleceu instantaneamente ao ser atingido por um bloco granítico que rompeu com uma dinamite que explodiu antes do tempo, o que acarretou indenização à família conforme lei trabalhista da época. Além disso, a pedreira foi local de investigação de uma morte misteriosa: em dezembro de 1963, o cadáver do uruguaio Raul Haroldo Bigot foi achado na pedreira, e as buscas policiais encontraram seus documentos pessoais e um coldre, mas sem a respectiva pistola.

### Início do Século XX
Em outubro de 1911, Manoel Christino e Dario Mancillo, dois rapazes de "cor mista" naturais de Pedras Brancas (hoje o município de Guaíba), saíram da Barba Negra, uma localidade de Barra do Ribeiro (então parte do município de Porto Alegre) em uma canoa. Os dois amigos acabaram pegando um violento temporal no caminho e, nas imediações da Ponta Grossa, com a canoa ameaçando afundar, Manoel atirou-se no Guaíba para buscar socorro. Nas vinte e quatro horas seguintes, Dario ficou a sós em pleno rio revolto, sem remos, e clamando por ajuda, tendo um barco a vapor que passava em direção a Barra do Ribeiro se recusado a socorrê-lo. Finalmente, porém, uma chata passou e resgatou Dario, levando-o até o Cristal. De Manoel, contudo, não houve notícias, presumindo-se que morreu afogado na tempestade. Décadas depois, uma outra morte viria acontecer nas águas da Ponta Grossa: em 1940, à noite, um bote de pescadores virou por causa da correnteza do canal do rio, causando o afogamento do caixeiro-viajante Arno Heidrich, de 37 anos, cujo corpo só foi encontrado dias depois em Guaíba. 

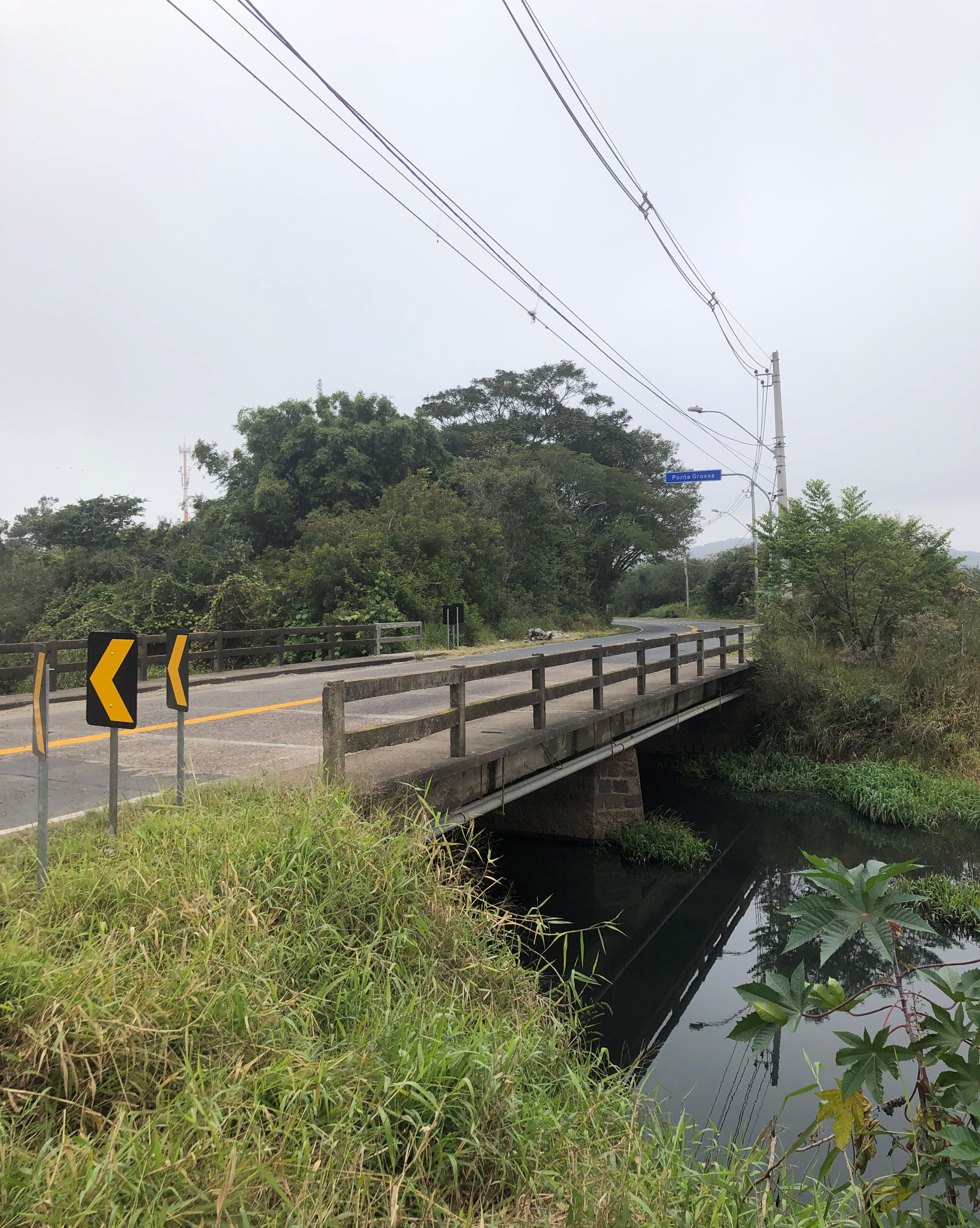
Ponte da Avenida da Serraria, construída em 1912.

Em junho de 1912, foi inaugurada a ponte sobre o Arroio do Salso, o qual delimita geograficamente o bairro ao norte. O lugar dessa ponte, que se situa na hoje denominada Avenida da Serraria, era conhecido naquela época como "Passo do Estiva", sendo "passo" o lugar onde um rio é raso para se atravessar a pé. Conforme reportagem de época do jornal A Federação, a obra foi liderada pelo major Francisco da Costa Peixoto e custou à Intendência municipal o montante de 2:700$00 mil réis. A ponte também representou a facilitação das viagens entre a capital e a região de Belém Novo, Lami e Itapuã, bem como beneficiou os negócios da olaria do major Peixoto e de outros comerciantes e produtores de leite, madeira, lenha e outros produtos da Ponta Grossa.
Em julho de 1928, por ordem do delegado fiscal e major Lincoln do Amaral Camargo, da Secretaria de Delegacia Fiscal do Tesouro Nacional em Porto Alegre, lançou-se um edital para que peticionários de concessão de aforamento de terrenos nacionais no bairro Ponta Grossa, às margens do rio Guaíba, apresentassem alegações que julgassem a bem de seus direitos. No referido edital, publicado no Jornal A Federação, apareceram os nomes dos seguintes peticionários: 
Alfredo Schueler & Theo Wiederspahn - Um terreno com 717 metros e 90 cmts. de frente, limitando ao Norte com a propriedade dos requerentes, ao Sul com o Rio Guaíba, a Leste e Oeste com terrenos nacionais não-aforados.
Henrique Augusto Fernando Schwarz - Um terreno com 1.496 metros de frente limitando ao Norte e Sul e Leste com o Rio Guaíba, e a Oeste com a propriedade do requerente.
Esse edital demonstra quem eram, no final da década de 1920, os três grandes proprietários junto à orla do Morro da Ponta Grossa, e que se tornaram por lei os enfiteutas dos terrenos marginais do Guaíba, lindeiros a suas propriedades particulares. Não muito tempo depois do edital, esses proprietários iniciaram seus respectivos loteamentos, com o arquiteto Theo Wiederspahn encabeçando os projeto de parcelamento do solo.
Em 25 de maio de 1929, a antiga Revista do Globo, em seu nº X, ano I, publicou uma seção de "fotografias artísticas", cujo 1° prêmio foi dado a C. Ruhl, autor de fotografias em preto e branco das praias rochosas do Morro da Ponta Grossa, à beira do Guaíba.

### Décadas de 1930 a 1960

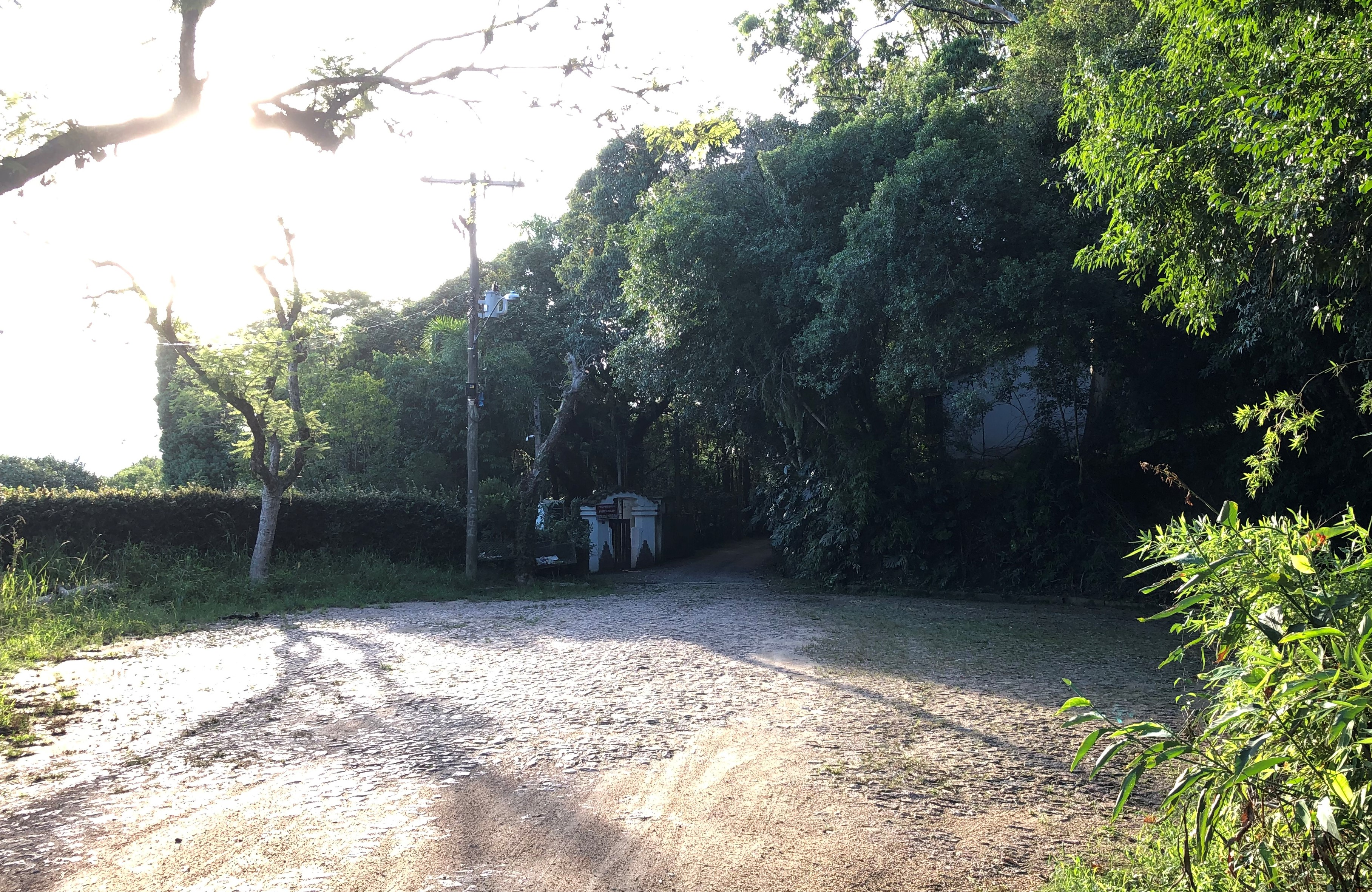
Rua Jacarandás, com o antigo Retiro dos Funcionários da Varig ao fundo.

Na década de 1930, os terrenos da Ponta Grossa às margens do Guaíba passaram a atrair compradores interessados em casas de veraneio ou em sedes campestres. Em 1932, a Varig, a primeira companhia aérea brasileira, instalou sua sede campestre em um terreno no final da Rua dos Jacarandás, em meio ao Morro da Ponta Grossa e à beira das águas do Guaíba. Essa sede ficou conhecida como "Retiro dos Funcionários da Varig" e chegou a receber visitas de estrangeiros para tradicionais churrascos da companhia: em novembro de 1947, aviadores civis do Uruguai durante "visita de cordialidade" aos aero-clubes gaúchos; em janeiro de 1958, a Miss Alemanha Gerti Daub, que atuou como embaixadora da Lufthansa para comemorar a inauguração da linha área Hamburgo-Porto Alegre; em março de 1963, um grupo de dezenove fazendeiros norte-americanos oriundos de Wisconsin através do programa "People to People", em parceria o governo do Rio Grande do Sul, para visitar propriedades leiteiras no estado.
Em maio de 1939, através do decreto-lei nº 1.240, assinado pelo então presidente Getúlio Vargas, uma área de 9.610 m² com suas benfeitorias foi desapropriada de João Pedro da Rosa em favor do Ministério da Agricultura, após tentativas sem êxito para uma "aquisição amigável" e com indenização a ser paga pelo governo estadual. Nesse terreno, em um promontório da Ponta Grossa, foi instalada a 'Estação Experimental de Caça e Pesca'. Posteriormente, essa estação cresceu em importância e se tornou conhecida como Laboratório Nacional Agropecuário do Rio Grande do Sul (Lanagro/RS), hoje denominado como Laboratório Federal de Defesa Agropecuária do Rio Grande do Sul (LFDA/RS).
A história do bairro também está ligada ao arquiteto alemão Theo Wiederspahn (1878-1952), conhecido por ter projetado importantes prédios na capital e proprietário de uma chácara na orla sul da Ponta Grossa. Além de ter comandado a construção da "Estação Experimental de Caça e Pesca", Wiederspahn também concebeu o loteamento "Retiro da Ponta Grossa", na porção do morro, uma iniciativa de Felippe João Schwartz, dono de um negócio de secos e molhados na rua Voluntários da Pátria. O mapa desenhado por ele data de 1937, tendo sido aprovado pela antiga Directoria de Viação da Prefeitura de Porto Alegre, denominado "Projeto de Arruamento em Retiro da Ponta Grossa, do senhor Felippe João Schwarz". O loteamento, contudo, não foi totalmente concluído, e hoje o morro abriga, em meio à mata, escadarias em pedra executadas pela firma de Wiederspahn que serviam de passeios do loteamento. Em julho de 1950, dois anos antes de falecer, Theo Wiederspahn elaborou outro mapa representando a divisão dos lotes na orla sul do bairro. O documento pertence ao acervo da Secretaria Municipal de Urbanismo (Smurb). Wiederspahn também projetou e construiu residências na Ponta Grossa.

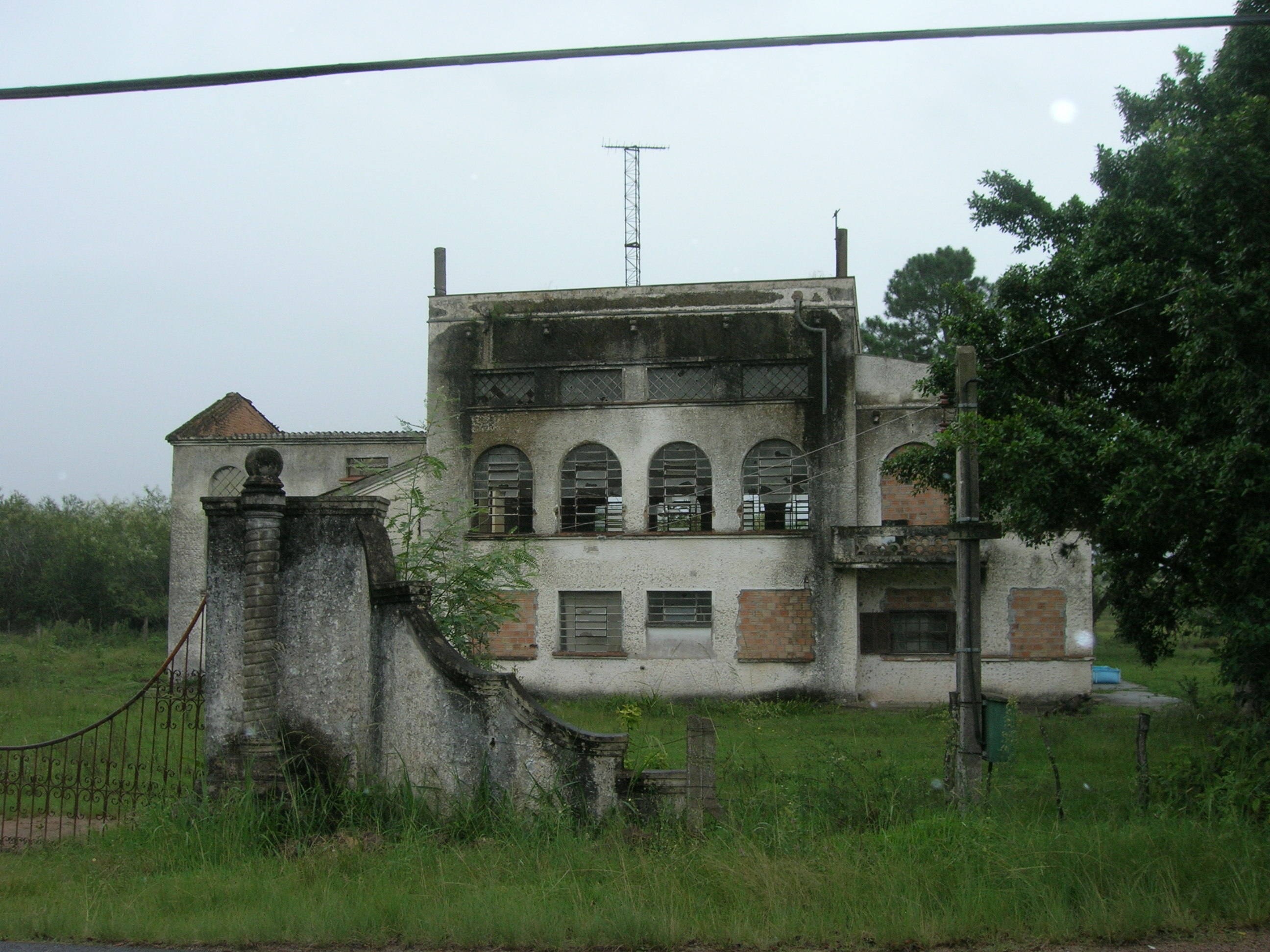
Prédio da Antiga Rádio Farroupilha em 2010.

Em 1952, o Grupo Diários Associados, então comandada por Assis Chateaubriand, construiu no bairro Ponta Grossa o prédio da Antiga Estação Transmissora da Rádio Farroupilha. A inauguração recebeu especial cobertura da imprensa na época e contou com a presença de autoridades ilustres. No entanto, o prédio só continuaria funcionando como estação transmissora até o ano de 1986, quando foi desativada pela nova proprietária da Rádio Farroupilha, o Grupo RBS.
Em 1955, foi fundada a Escola Estadual de Ensino Fundamental Dr. José Loureiro da Silva, que ganhou esse nome em homenagem ao prefeito que havia, anteriormente, tido um mandato entre 1937 e 1943 e que viria então a ter outro entre 1960 e 1964.

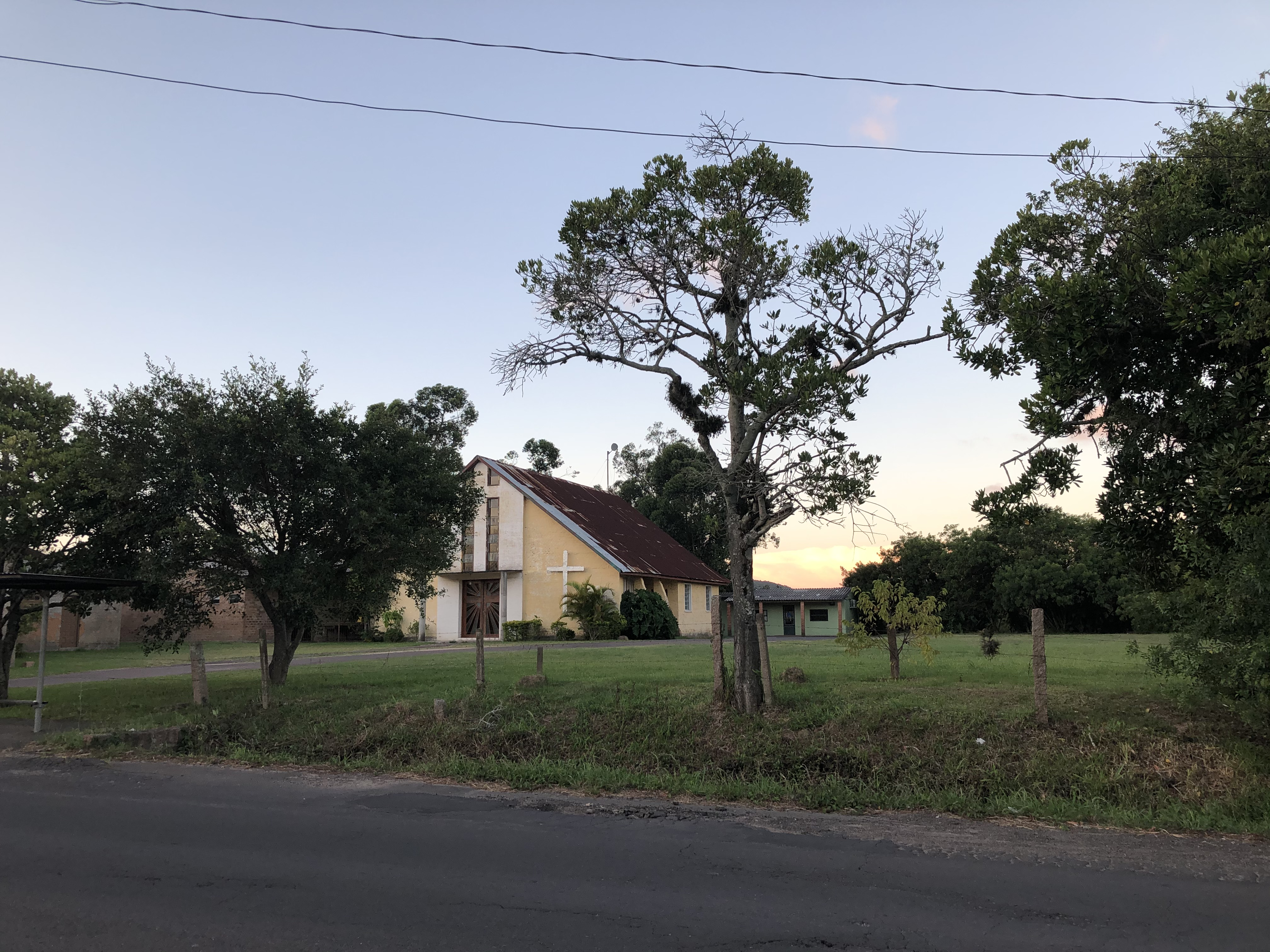
A Capela São Brás, dos fins dos anos 60.

Em 1960, o Arroio do Salso teve uma cheia de grandes proporções que inundou várzeas do bairro Ponta Grossa. Na ocasião, a dupla de repórteres fotógrafos Léo Guerreiro (1929-2016) e Pedro Flores (1925-) realizou o registro aerofotográfico do impacto da cheia no bairro. Hoje essas fotografias históricas em preto e branco pertencem à Coleção Sioma Breitman, do Museu Joaquim José Felizardo.
Em setembro de 1956, o então secretário municipal de Transportes Pedro Tassis Gonzales atendeu ao pleito de uma comissão de moradores da Ponta Grossa e do bairro Serraria e solicitou a colocação de um ônibus aos sábados entre os bairros e a zona de Ipanema, para facilitar a ida de residentes até a feira livre semanal de Ipanema.
Em novembro de 1964, quando a cidade passava pelo seu período de metropolização, uma comissão de moradores de uma zona do bairro em particular pleiteou a ligação de rede elétrica para seus lares, a fim de trazer progresso e desenvolvimento à região. Essa zona do bairro correspondia, conforme reportagem de época do jornal Diário de Notícias, ao trecho "onde a Estrada da Ponta Grossa corria paralela à faixa de Belém Novo", perto da sede da Sociedade Hípica Porto Alegrense e a "cerca de 700 metros" da rede de alta tensão da CEEE. A comissão elaborou um memorial formalizando o pleito ao então governador Ildo Meneghetti, por intermédio do então deputado Júlio Brunelli, que tinha uma propriedade naquela zona. No documento, assinalou-se os benefícios que a energia elétrica traria para as "várias granjas tambo de leite e pequenos agricultores, moradias de verão, além dos que levantavam ali seus lares", melhorando o abastecimento de leite, verduras e gêneros à capital.
Em 23 de junho de 1968, inaugurou-se a pedra fundamental do que viria a ser a Capela de São Brás, hoje vinculada ao Santuário de Santa Rita de Cássia, sediada no bairro Guarujá. Na ocasião, a pedra foi benzida pelo bispo Edmundo Luís Kunz. Projetada pelo engenheiro Plínio Totta, o mesmo que construiu a Catedral de São José em Erechim e a Ermida Nossa Senhora de Fátima em Garibaldi, a construção da capela foi feita então gradualmente, com os alicerces erguidos em outubro e as paredes, em novembro. A primeira missa da capela ocorreu em agosto de 1968, em plena construção. Em 2 de fevereiro de 1969, o pároco benzeu oficialmente a capela São Brás, que à altura ainda estava por acabar. A Capela se situa no nº 3033 da Estrada Retiro da Ponta Grossa. Outras capelas presentes no bairro Ponta Grossa e geridas pelo mesmo Santuário são: a capela Rosa Mística (Rua Luan Jacoby, nº 52) e a capela Santo Antônio (Rua Dorvalino Rodrigues de Freitas, nº 265).

### Décadas de 1970 e 1990

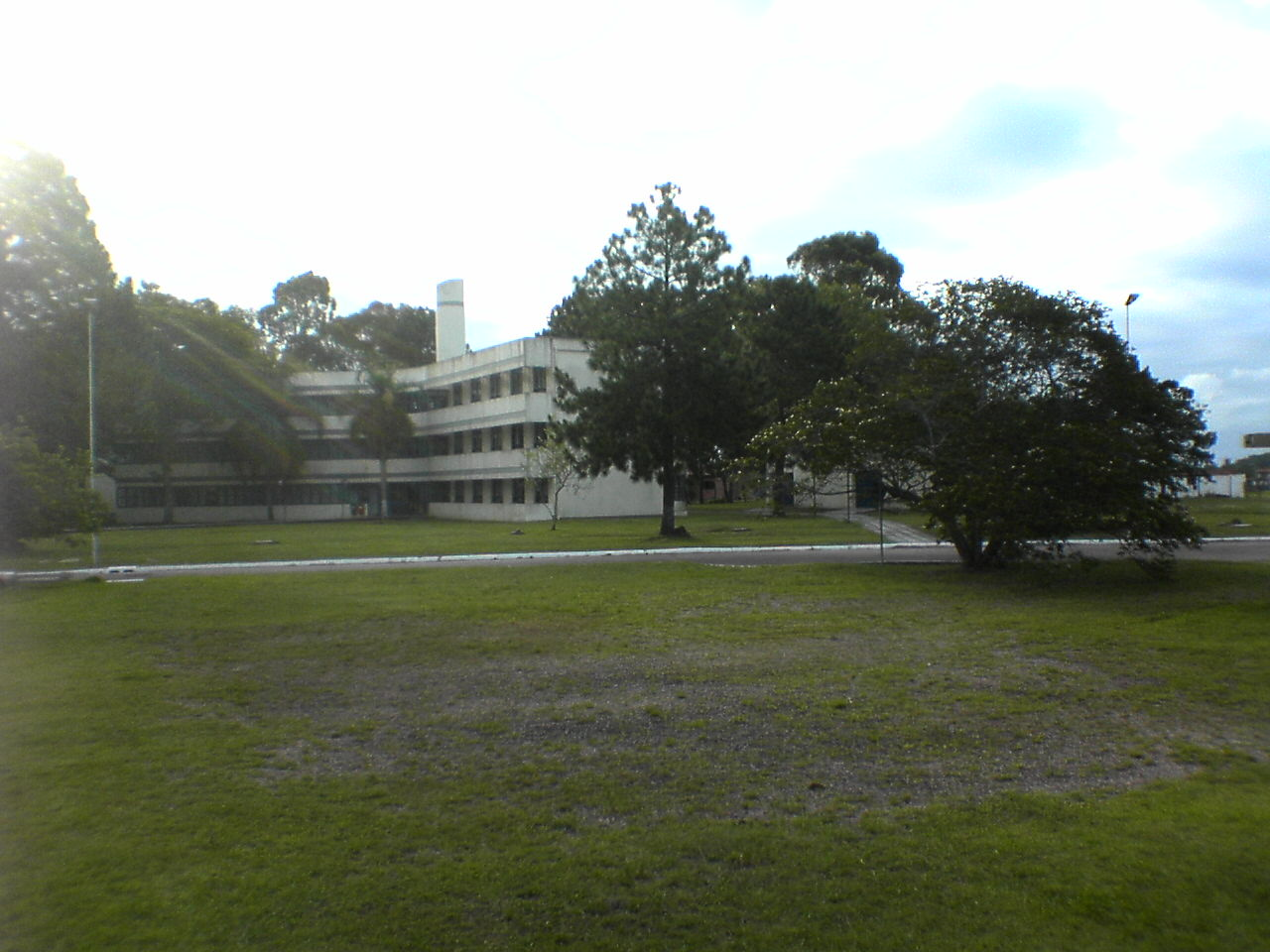
Alojamento na sede do Banrisul, em 2010.

Em 21 de julho de 1979, através da Lei Complementar nº 43, foi instituído o primeiro plano diretor de desenvolvimento urbano da cidade de Porto Alegre, que estabeleceu uma divisão territorial e do uso do solo no município. Para o bairro Ponta Grossa, especificamente, o primeiro Plano Diretor estabeleceu: as "unidades territoriais de planejamento" (UTPs), ao longo de suas principais vias: a Estrada Retiro da Ponta Grossa (incluindo o atual logradouro conhecido como Avenida Principal da Ponta Grossa), a Estrada da Ponta Grossa e a Avenida Juca Batista; as "áreas funcionais de interesse paisagístico e cultural" com potencial de lazer e potencial rural, para grandes glebas entremeadas pelas UTPs; e por fim as "áreas funcionais de preservação permanente", com potencial de reserva ecológica (na área do Morro da Ponta Grossa) e com potencial de ambiente natural (na várzeas do Arroio do Salso), e "parque natural" (para o promontório e para um longo trecho na orla sul aos fundos do atual LDFA/RS e do Clube Social do Médico).
Em 1980, inaugurou-se no bairro a sede social e de treinamento do Banrisul. Administrado pela CABERGS, a sede está localizada na Estrada da Serraria, n.° 3100, e possui piscinas, churrasqueiras, quadras poliesportivas, restaurante e lancheria. É voltada para o lazer e o aperfeiçoamento profissional dos servidores do banco, inclusive aposentados, pensionistas, dependentes e estagiários. Já convidados dos credenciados pela CABERGS pagam  taxa para usufruir das instalações.
Em 15 de setembro de 1996, a Prefeitura Municipal inaugurou o Estratégia Saúde da Família (ESF) "Ponta Grossa", que opera na Estrada Retiro da Ponta Grossa, n.° 3.023, ao lado da Capela São Brás.

## Educação

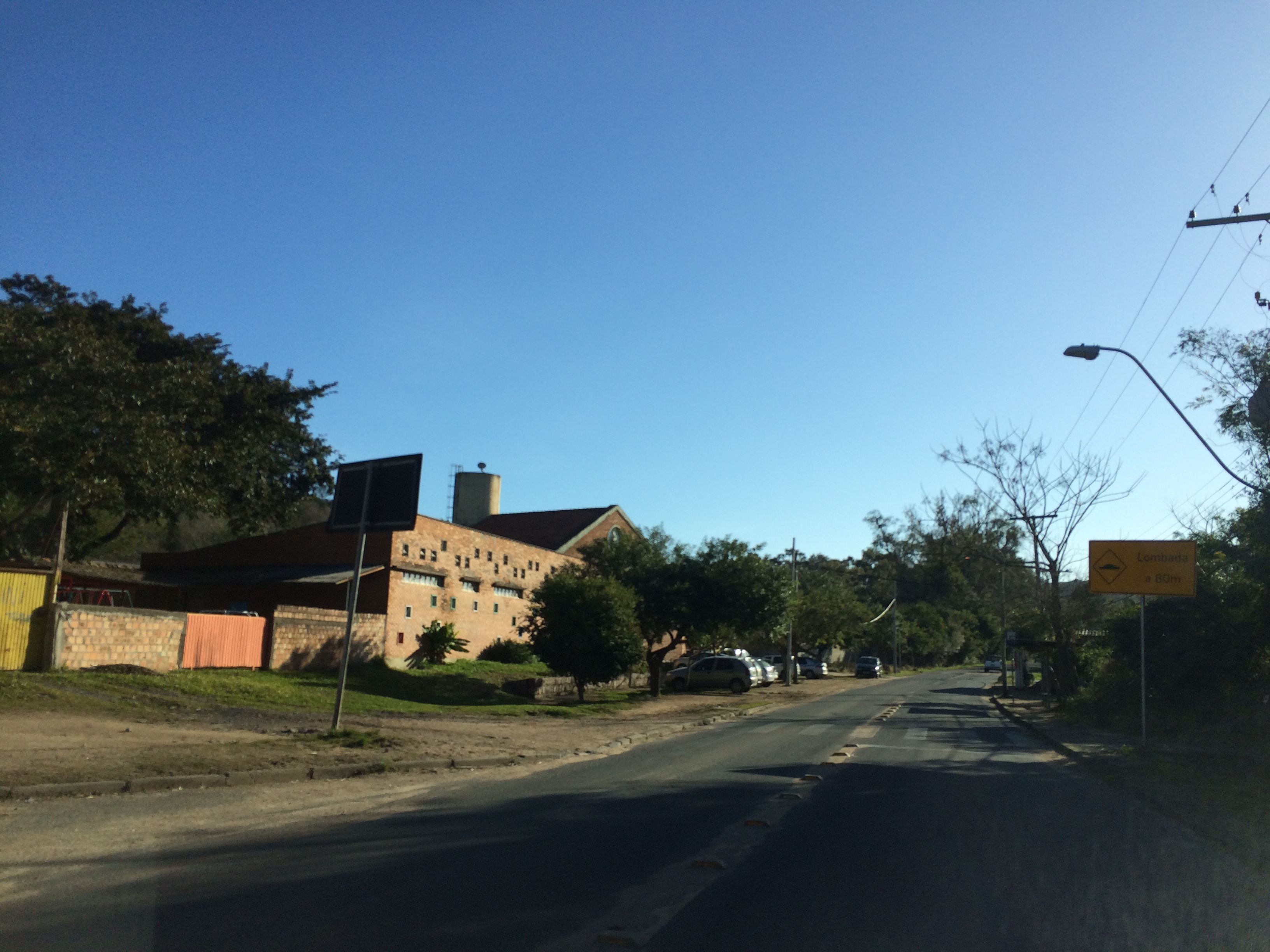
Vista da EMEI Ponta Grossa, em 2016.

O bairro Ponta Grossa possui duas instituições de educação pública: a Escola Estadual de Ensino Fundamental Dr. José Loureiro da Silva e a Escola Municipal de Educação Infantil "Ponta Grossa". Elas funcionam, respectivamente, nos números 3541 e 3581 da Estrada Retiro da Ponta Grossa. Há também uma escola privada filantrópica, o Instituto Educandário Infantil ABCB São Francisco, localizada na Avenida Principal da Ponta Grossa, n.° 1701.
A EEEF Dr. José Loureiro da Silva completou seu aniversário de 60 anos no final do ano de 2015. Em outubro de 2014, a Secretaria da Educação (SEDUC) autorizou o investimento de R$ 730 mil para reformar e ampliar os espaços físicos da escola.

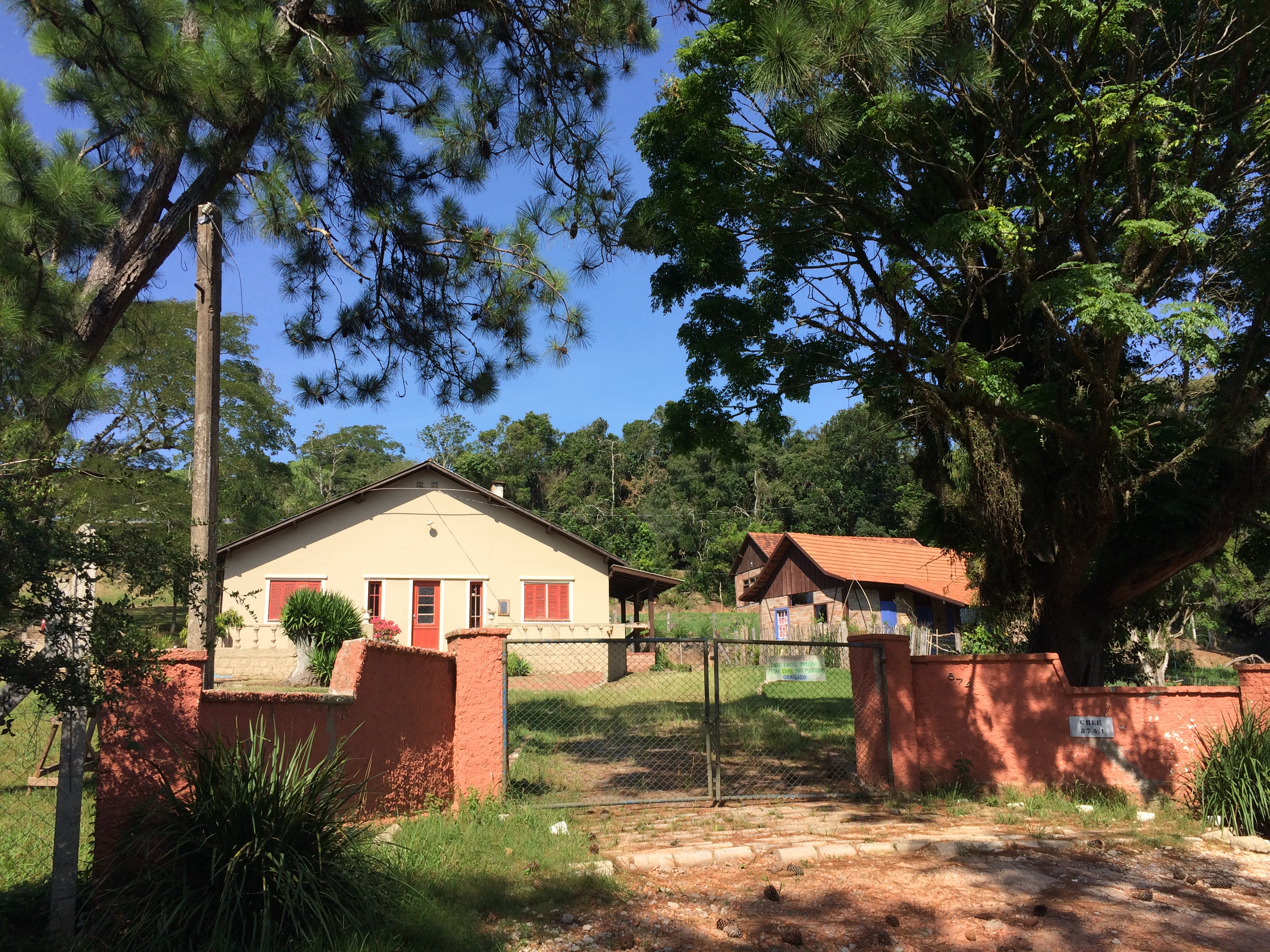
Escola Waldorf Querência

A EMEI Ponta Grossa funciona em turno integral, das 7h às 19h, atendendo cerca de 160 crianças, de idades variando entre 0 e 5 anos e 11 meses, e possui ambientes adequados para crianças portadoras de necessidades especiais. Em setembro de 2021, a EMEI Ponta Grossa firmou parceria com a prefeitura municipal para atender um número de crianças que precisavam de vagas na educação infantil na cidade, a fim de diminuir o déficit de 36,52% (4.634 crianças).
A Ponta Grossa conta, desde 2004, com uma Unidade do Projeto Pescar, a qual funciona nas dependências do Centro Social e de Treinamento do Banrisul. Em 2015, o "Projeto Pescar Banrisul" abriu inscrições para vinte vagas destinadas a jovens em situação de vulnerabilidade social.
Em 2016, a Escola Waldorf Querência adquiriu no bairro um terreno de 8,28 hectares para construir sua nova sede. A Escola se situa na Rua Aldo Alves da Silva, nº 874 (antigo Beco da Ponta Grossa).

## Economia e infraestrutura

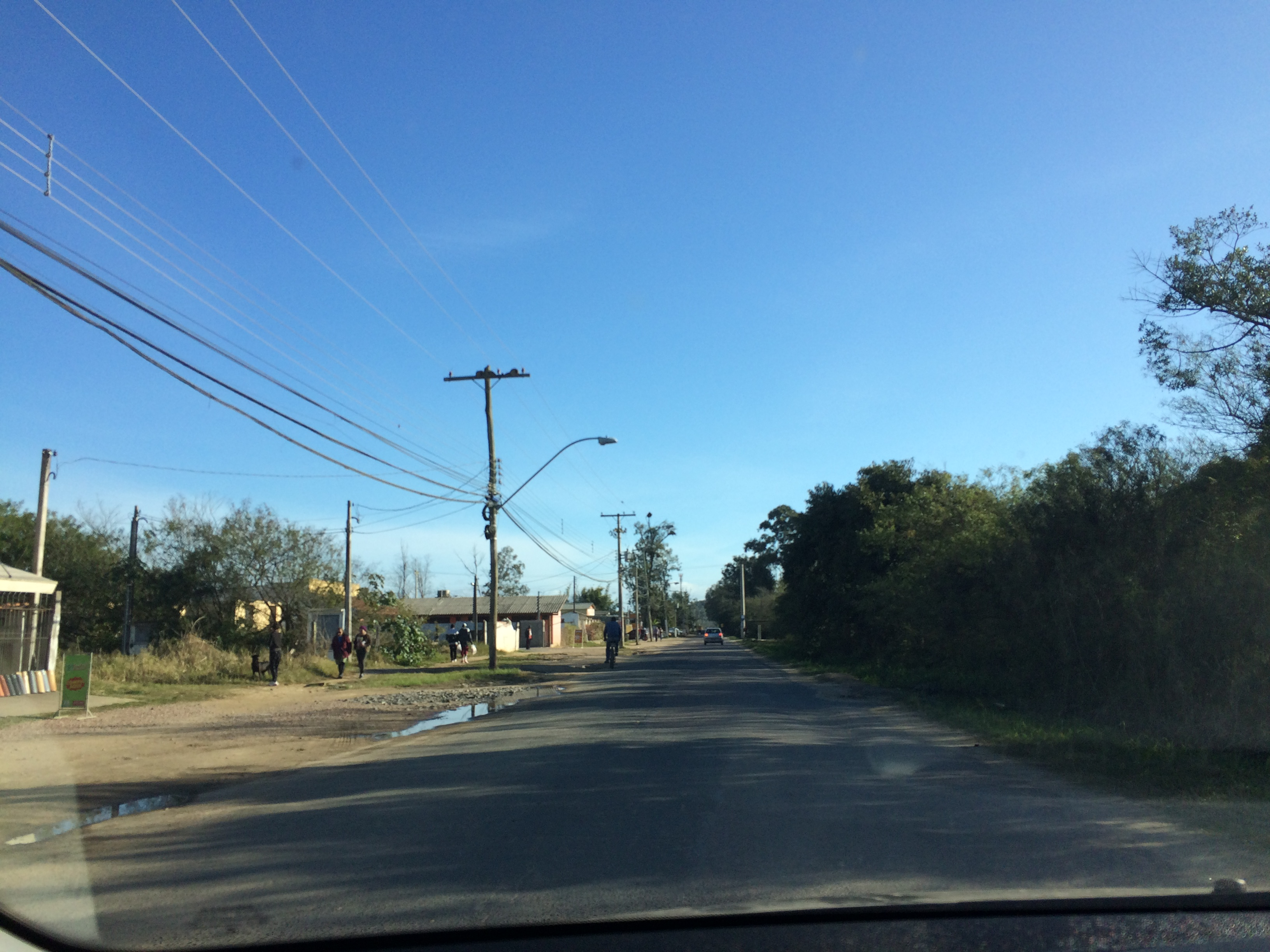
Trecho da Avenida Principal da Ponta Grossa, em 2016.

A Avenida Principal da Ponta Grossa, criada oficialmente em 29 de junho de 2015, pela Lei n.° 11.860, é a via que concentra a maior parte do comércio e da prestação de serviços no bairro Ponta Grossa. Nela funcionam lanchonetes, bares, supermercados, oficinas, estéticas, floriculturas, dentre outros negócios.
Outrora denominada "Estrada Retiro da Ponta Grossa", ela era frequentemente confundida com outro logradouro homônimo no bairro, de modo que havia dificuldades para a entrega de correspondências e mercadorias. A avenida se situa entre as rótulas da Estrada da Ponta Grossa e da Avenida Juca Batista. Ela também é a via de acesso para os moradores de loteamentos como Parque Agrícola Albion, Túnel Verde e Porto dos Casais.

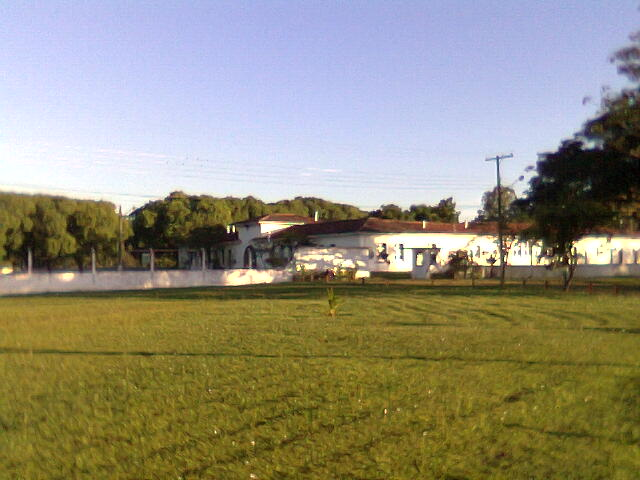
O Lanagro em 2006.

A Ponta Grossa abriga ainda o Laboratório Federal de Defesa Agropecuária (LDFA) da Região Sul, uma das seis unidades existentes no país. Está localizado na Estrada Retiro da Ponta Grossa, n.° 3036. Administrado pelo Ministério da Agricultura, Pecuária e Abastecimento e antigamente chamado "Laboratório Nacional de Agropecuária" (Lanagro), o LFDA realiza o monitoramento, controle e fiscalização de alimentos, bebidas e insumos produzidos e comercializados no país, além de produzir estudos e pesquisas sobre segurança alimentar e detecção de fraudes econômicas nos referidos produtos. Em maio de 2015, a Câmara Municipal manifestou seu apoio em ajudar a expandir as instalações da LFDA por conta da importância de seu trabalho.
Ainda que possua sedes campestres e propriedades com atividades agropecuárias, o bairro Ponta Grossa se situa integralmente em zona urbana, não estando inserido na chamada Zona Rural de Porto Alegre, a qual foi recriada em setembro de 2015. O bairro também não está incluído na rota turística dos Caminhos Rurais de Porto Alegre.

### Sedes campestres e clubes
O bairro abriga diversas sedes campestres e clubes voltados ao lazer, à recreação e a eventos, listados abaixo:
- AFCEEE (Associação de Funcionários da CEEE), situada na Est. da Pedreira, nº 897[44];
- Associação Recreativa dos Correios do RS (ARCORS), situada na Est. Retiro da Ponta Grossa, nº 2450[45];
- Bosque do Retiro, situado na Est. Retiro da Ponta Grossa, nº 4948[46];
- Centro Social e de Treinamento do Banrisul, situado na Av. Serraria, nº 3100[47];
- Clube Adventure (desativado), situado na Est. Retiro da Ponta Grossa, nº 5244[48];
- Clube do Médico, situado na Est. Retiro da Ponta Grossa, nº 2600[49];
- Espaço Arborio, situado na Est. Retiro da Ponta Grossa, nº 6242[50];
- Espaço Habitat, situado na Rua Othero Ortiz, n° 483[51]
- Ginásio Colosso da Lagoa, situado na Rua Leonardo Freitas da Cunha, nº 2[52];
- G7 Sports, situado na Rua das Espatódias, nº 420[53];
- Ipiranga Atlético Clube (desativado), situado na Est. da Ponta Grossa, n° 2280[54];
- Marina Refúgio, situada na Est. Retiro da Ponta Grossa, n° 4714[55]
- Parque FEBEL (Rede La Salle), situado na Est. Retiro da Ponta Grossa, nº 4604[56];
- Parque de Rodeio Moacir Ritter, situado na Av. Serraria, nº 2800[57];
- Sede Campestre da SINPRO/RS (Sindicato dos Professores do Ensino Privado do RS), situado na Rua Jacarandás, nº 220[58];
- Sítio da Figueira, situado na Est. Retiro da Ponta Grossa, nº 2500[59];
- Teresópolis Tênis Clube (desativado), situado na Est. da Ponta Grossa, nº 1340[60];
- Tiro 4 - Clube Gaúcho de Caça e Tiro, situado na Av. Juca Batista, nº 6400[61];

### Áreas verdes

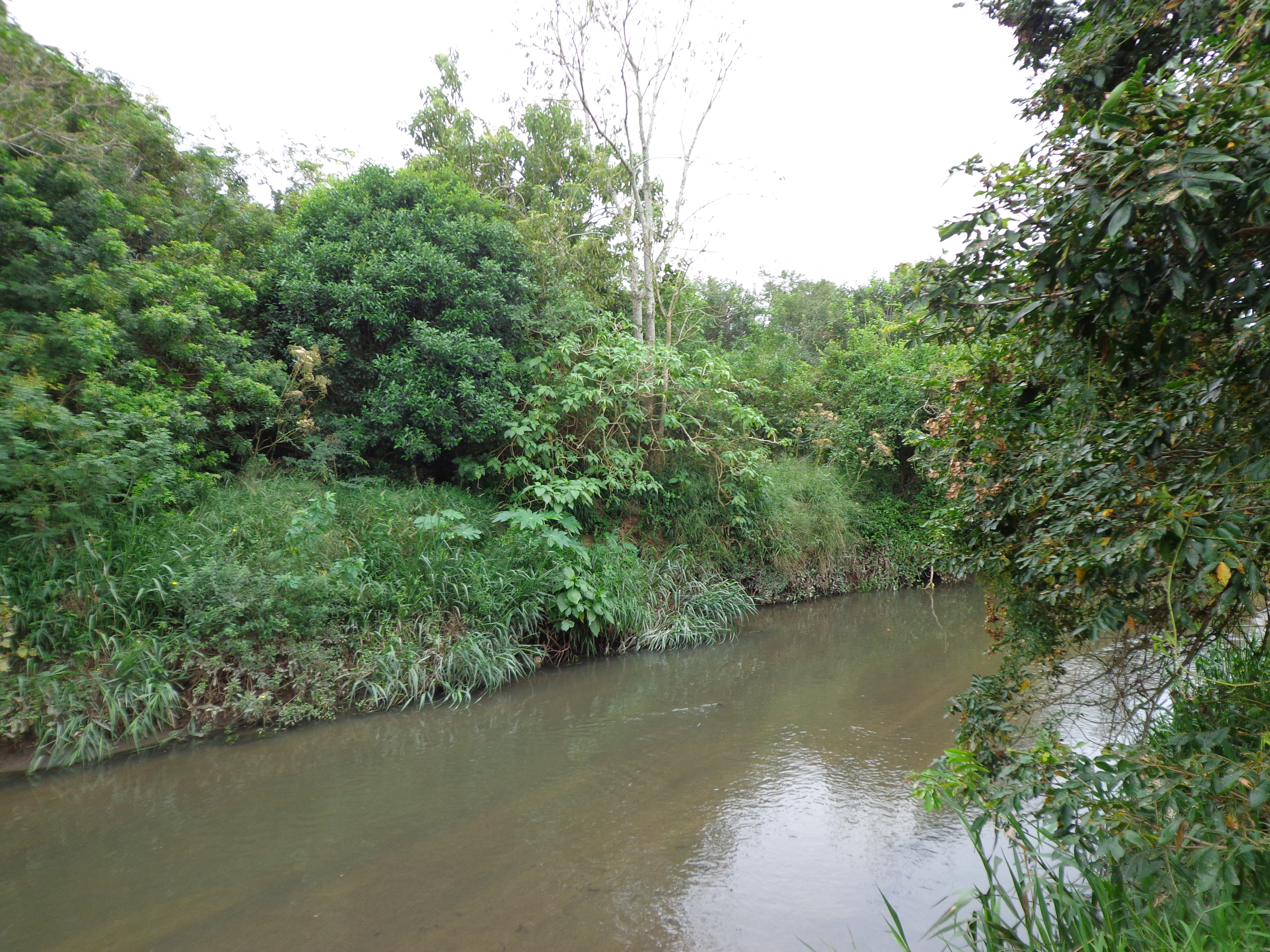
Parque Natural do Arroio do Salso.

No dia 30 de março de 2011, a SMAM entregou à comunidade do loteamento Porto dos Casais uma praça, que se tornou a primeira e única área verde pública do bairro. A inauguração contou com a presença do então secretário Luiz Fernando Salvadori Záchia. Ainda não denominada, a praça se localiza no perímetro entre as ruas Izabel Vargas Pinto, Espatódeas e Reinaldo Müller e abriga equipamentos de recreação infantil e quadra de futebol.
A Ponta Grossa abriga uma parte do Parque Natural do Arroio do Salso, uma área ambientalmente protegida e prevista pelo plano diretor. 

### Drenagem pluvial

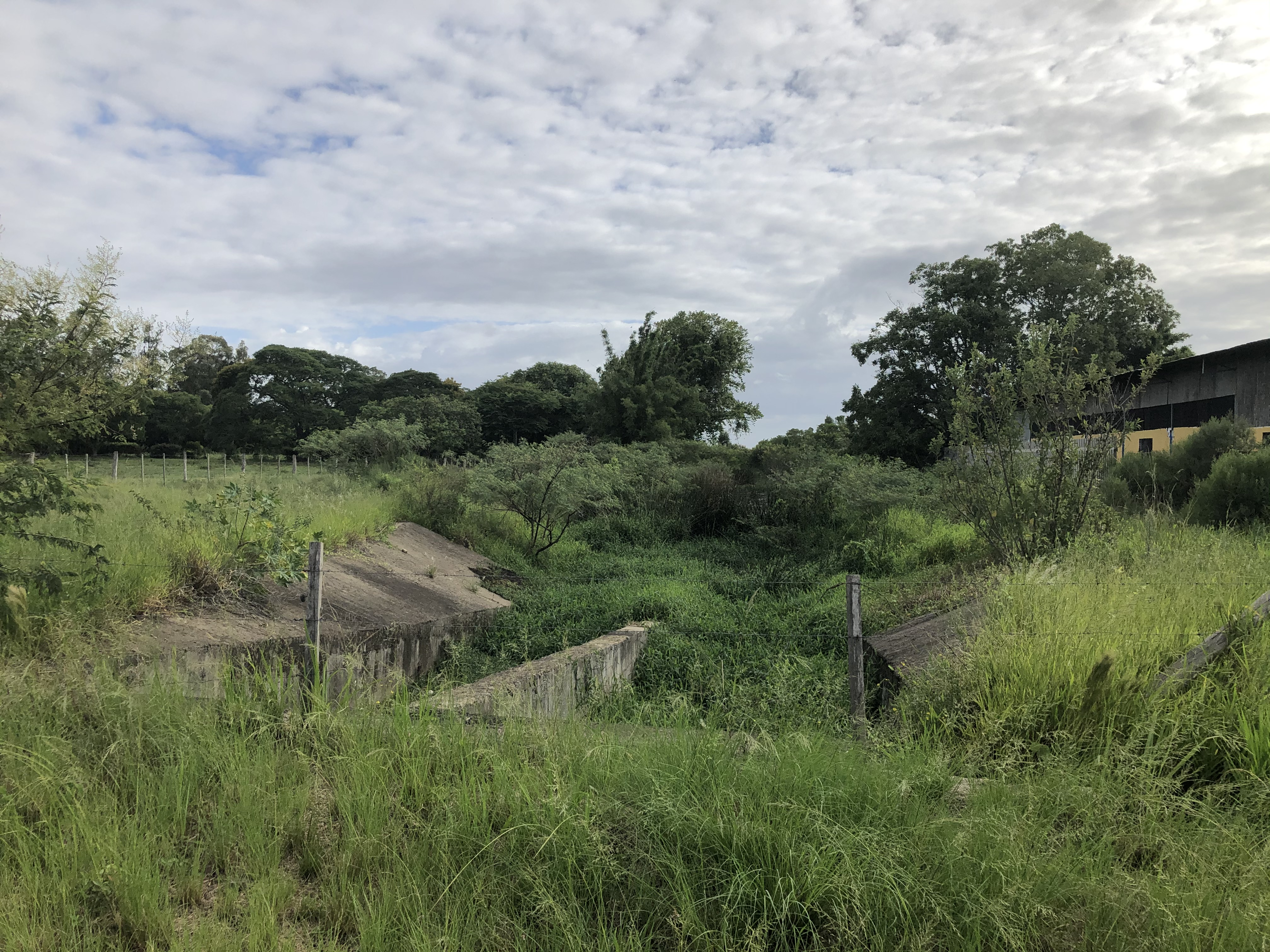
Canal de macrodrenagem do Túnel Verde, em 2021.

Alagamentos são naturalmente comuns na Ponta Grossa, em razão de suas áreas de planícies serem compreendidas pelas sub-bacias do Arroio do Salso e do Arroio Guabiroba. Eles costumam trazer prejuízos e riscos à população do bairro em períodos de chuva intensa. Ademais, o problema de drenagem pluvial passou a ficar mais recorrente à medida que mais moradias se expandiram em direção às áreas de risco, isto é, próximas às margens dos córregos mencionados.  
Além das sub-bacias do Salso e do Guabiroba mencionadas, o bairro compreende também as sub-bacias Ponta Grossa Norte e Ponta Grossa Sul - ambas na área do Morro da Ponta Grossa.
Em dezembro de 2014, a Ponta Grossa foi contemplada pelo programa municipal "DrenaPOA", com o projeto executivo de um canal de macrodrenagem para amenizar as cheias do Salso e do Guabiroba e direcionar a água excedente para o Guaíba. Para isso, realizaram-se desapropriações de grandes áreas particulares para a escavação e construção do canal, o qual teria ainda a finalidade de viabilizar a pavimentação do sistema viário e a regularização fundiária de loteamentos do entorno. O valor para a elaboração do projeto foi orçado em R$ 457,75 mil. A segunda etapa do projeto consiste na construção de uma casa de bombas.  
Em junho de 2016, a construção do canal de macrodrenagem se encontrava paralisada por motivos jurídicos e imprevistos financeiros. Por ordem da Procuradoria Geral do Município, as obras foram interrompidas em decorrência da invasão de uma quadra no loteamento "Túnel Verde" destinada a equipamentos públicos, enquanto que o Departamento Municipal de Águas e Esgotos (DEP) constatou a necessidade de captar mais recursos para sua continuidade. 

### Tratamento de esgoto

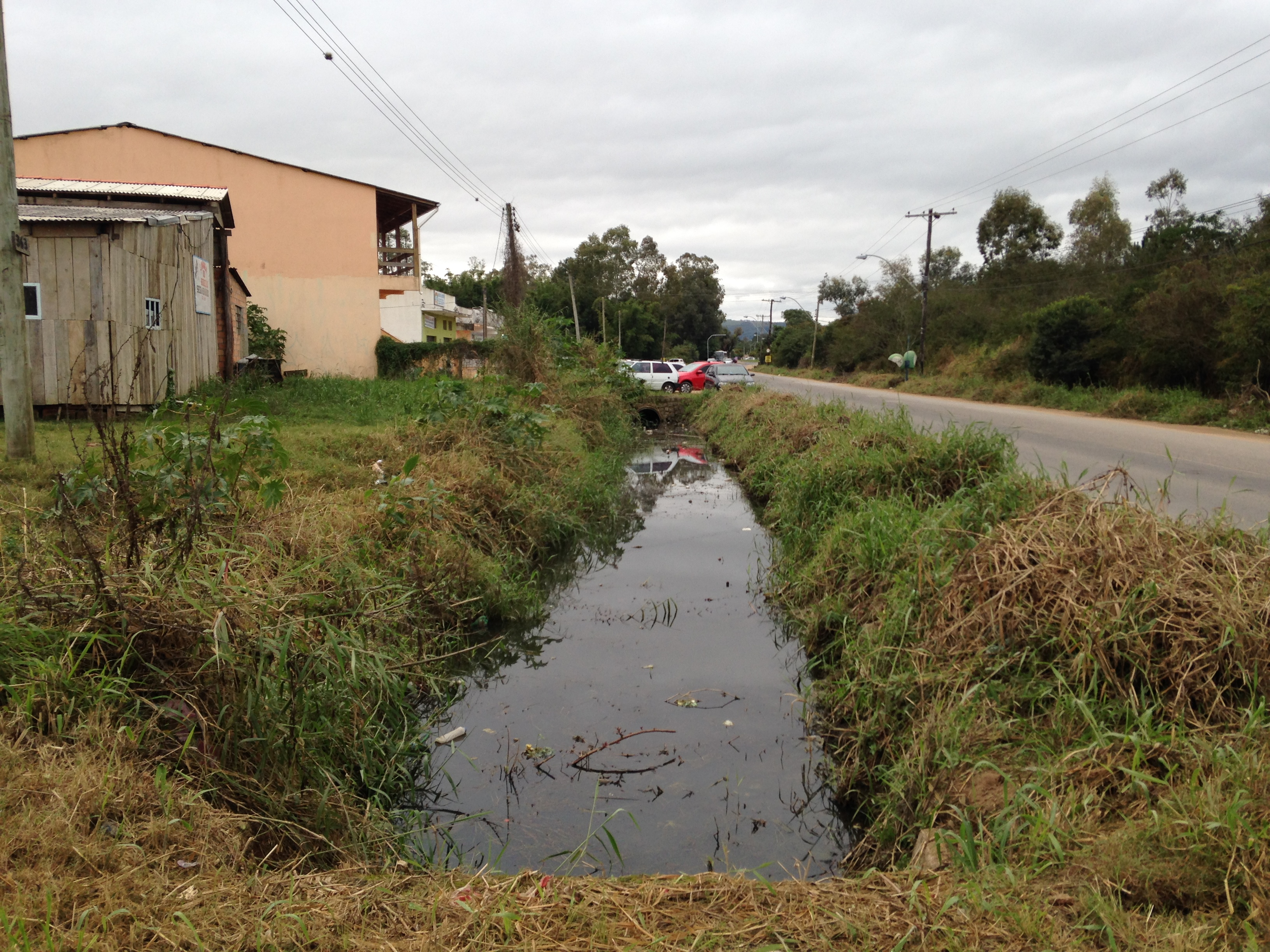
Vala de esgoto misto no bairro.

Assim como nos demais bairros do Extremo-Sul da cidade, a deficiência no tratamento de esgoto cloacal na Ponta Grossa acomete seus moradores com mau cheiro e risco de transmissão de doenças por conta da água contaminada, sobretudo durante alagamentos. Nas valas presentes no bairro, o esgoto misto (cloacal e pluvial) corre a céu aberto antes de ser dragado periodicamente pelo Departamento de Águas Pluviais. Em dias de chuvas intensas, o esgoto acaba retornando das fossas sépticas residenciais.
Mesmo com a implantação da ETE Serraria em abril de 2014, no bairro homônimo, esta parte do Projeto Integrado Socioambiental (Pisa), as comunidades na Ponta Grossa, de modo geral, não se beneficiaram com tal projeto, apesar da pequena distância que os separa.
Em maio de 2014, em uma reunião da Comissão de Saúde e Meio Ambiente (Cosmam) da Câmara Municipal, o Dmae admitiu que houve "atrasos nas áreas da Ponta Grossa" , mas assegurou que o órgão já estava realizando obras para cumprir as metas e o planejamento do sistema de tratamento de esgoto em todo o município. Na mesma ocasião, representantes do Dmae afirmaram que estava sendo aberta licitação para realização de obras na chamada área "PG-2" da Ponta Grossa. Já a Cosmam disse que distribuiria às comunidades do bairro os cronogramas de obras.

## Cultura

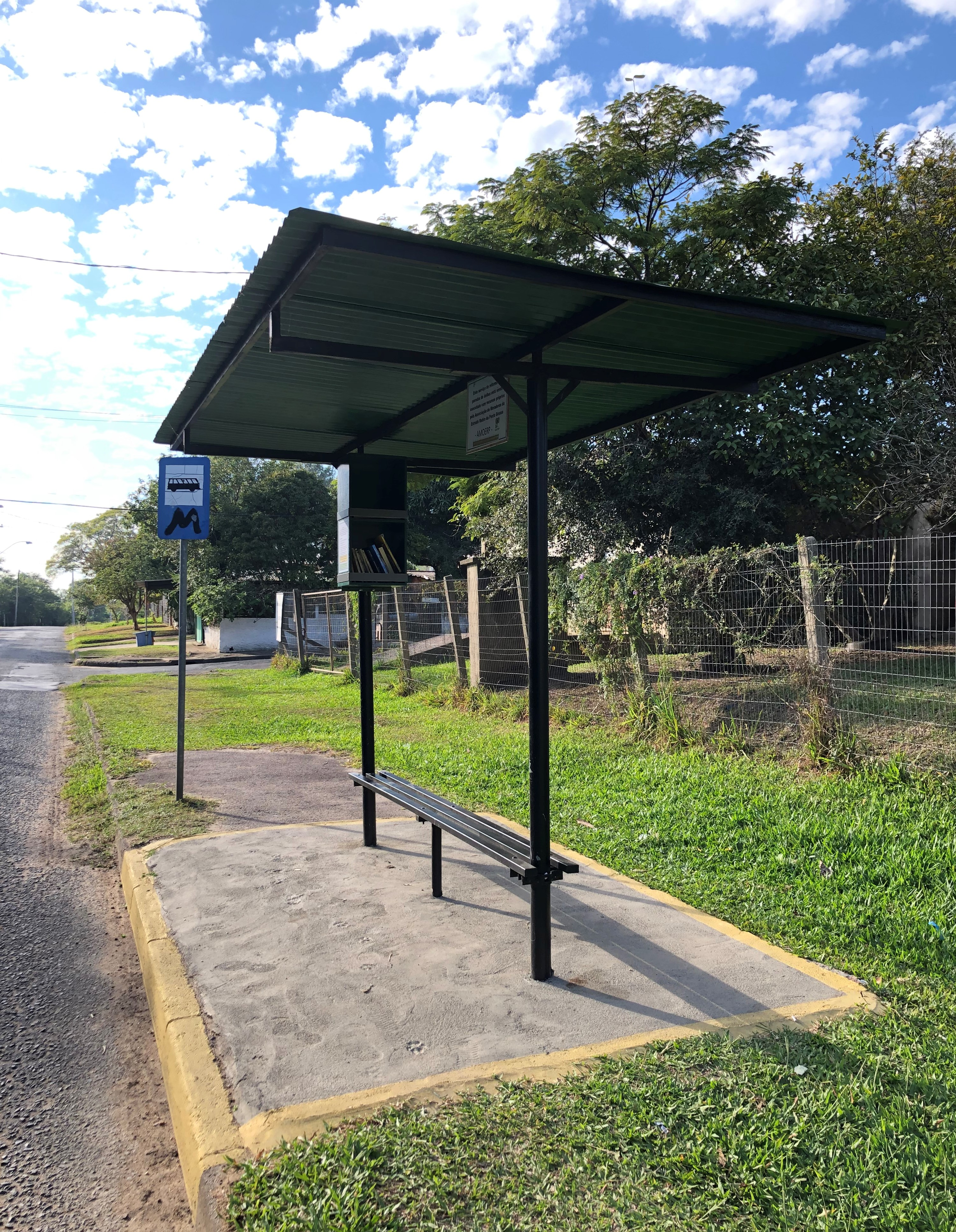
Parada de ônibus no Retiro da Ponta Grossa.

Em 2012, como parte do do programa "Descentralização da Cultura", a Secretaria Municipal da Cultura promoveu oficinas de teatro e dança contemporânea no bairro Ponta Grossa. Ambas foram ministradas na Capela de São Brás.
Em maio de 2018, a sede da Associação de Moradores do loteamento Santa Mônica, endereçada na Rua das Espatódeas, n° 171, organizou o "Bazar Extremo Sul", onde foram expostos uma grande quantidade de artesanatos, brechós, cosméticos e gastronomia.

### Trabalhos comunitários
O bairro não dispõe de bibliotecas públicas ou comunitárias. Porém, em abril de 2021, por iniciativa da AMOERP (Associação dos Moradores da Estrada Retiro da Ponta Grossa), algumas paradas de ônibus do bairro receberam prateleiras com livros doados por associados, chamadas "abrigotecas", a fim de estimular a leitura entre usuários do transporte público.
No bairro também atua o grupo Cozinha Solidária, uma iniciativa voluntária de moradores do bairro que realiza, pelo menos uma vez por semana, a distribuição de marmitas e doações para moradores desempregados e catadores de material reciclável da Ponta Grossa. Está situado em um galpão da Rua João Macedo de Freitas, n° 6, onde também são ministradas oficinas para crianças socialmente vulneráveis.

## Loteamentos, regularizações e invasões
A Ponta Grossa conta com loteamentos de iniciativa particular que só começaram a passar por processos de regularização fundiária junto à Prefeitura Municipal após a sua implantação. Ao mesmo tempo, o bairro enfrenta os problemas oriundos de assentamentos clandestinos e precários e de adensamentos muito rápidos que não são atendidos pelas políticas públicas na mesma intensidade.

### Parque Agrícola Albion
O Parque Agrícola Albion era, em julho de 2011, habitado por cerca de 1200 famílias. Em agosto de 2010, o loteamento passou por uma etapa em sua regularização para efetuar o cadastramento das ruas existentes, além do gravame de áreas para duas escolas, três praças e diques da obra de Macrodrenagem dos Arroios Guabiroba e Salso.
Em janeiro de 2021, dezessete famílias da comunidade "Albion 35" receberam suas matrículas por meio de um processo de regularização fundiária iniciado oito anos antes pela prefeitura.

### Porto dos Casais
A área do Porto dos Casais começou a ser dividida a partir de 2001, através da criação da Cooperativa Habitacional Porto dos Casais Ltda.
Em março de 2013, os seus moradores enfrentavam dificuldades para obter as certidões negativas de débito referente aos IPTUs de seus lotes, uma vez que havia uma dívida, anterior à divisão, de cerca de R$ 280 mil, a qual não havia sido paga pela Cooperativa. Não quitada, a dívida impedia a concessão das certidões negativas. À época, houve uma reunião na Comissão de Urbanização, Transportes e Habitação (CUTHAB), da Câmara Municipal de Porto Alegre, em que a associação de moradores da Rua Santa Mônica reivindicou a cobrança de tal dívida da Cooperativa, além da revisão de seu valor, uma vez que estaria englobando áreas reservadas a uso público, como praças, escolas, posto de saúde e até ruas do loteamento.

### Retiro da Ponta Grossa
É o loteamento mais antigo do bairro, datado do final da década de 1930. Foi desenvolvido pela então balneabilidade da praia da Ponta Grossa.

### Túnel Verde

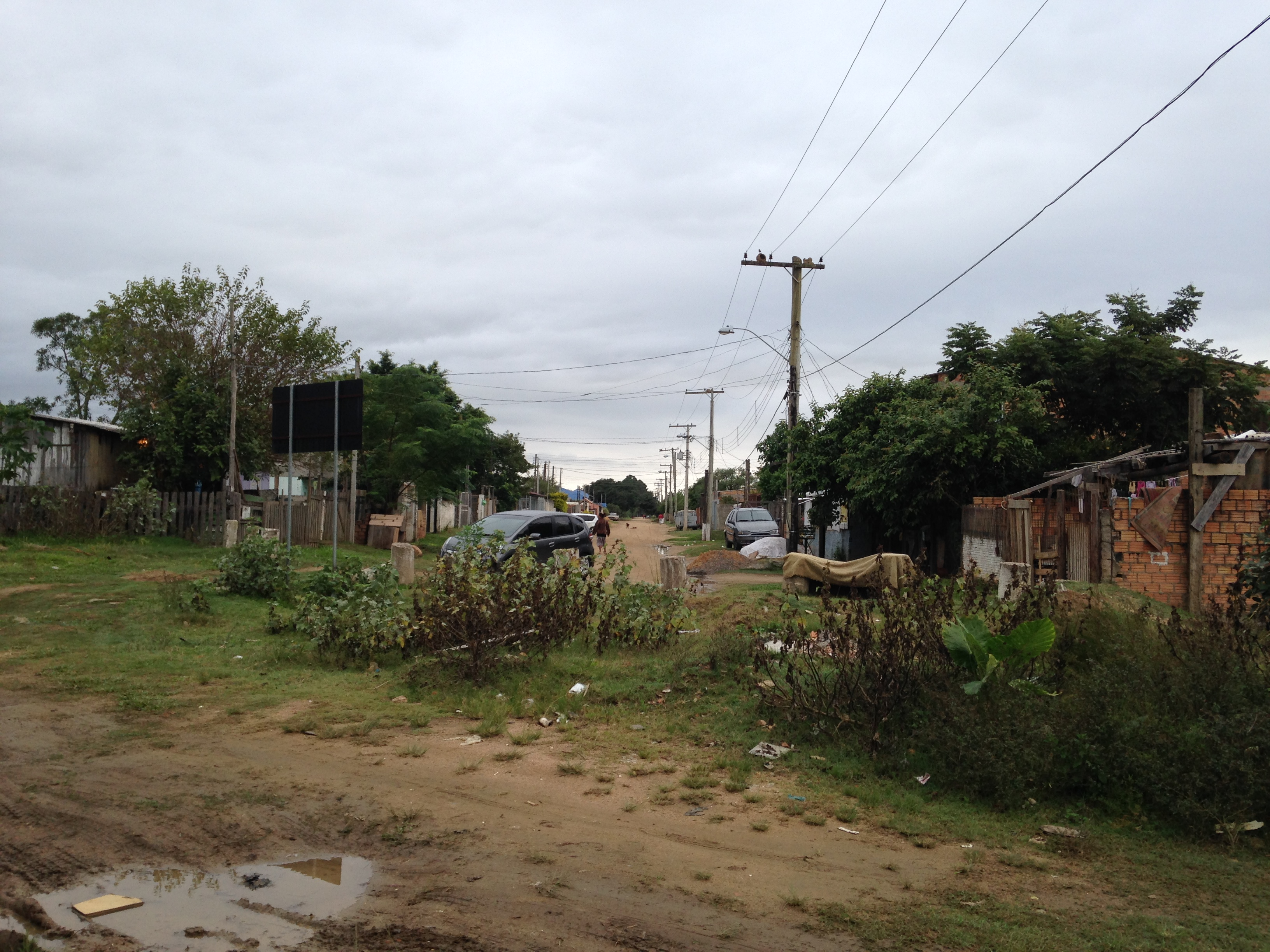
Túnel Verde, em 2014.

Na década de 1980, famílias adquiriram imóveis no loteamento Túnel Verde, chamado assim em virtude da fileira de pinheiros existente no local. No entanto, o proprietário jamais ofereceu a infraestrutura necessária. Somente no ano de 2004, o Ministério Público Estadual, através de um ajustamento de conduta, obrigou judicialmente a Prefeitura Municipal e o proprietário a realizarem a regularização dos mais de 300 lotes do Túnel Verde, com aplicação de multa de quinze salários mínimos ao mês para o município.
Em janeiro de 2011, o Loteamento Túnel Verde ainda estava em processo de regularização fundiária. Uma primeira etapa da legalização havia sido concluída para permitir que os moradores demandassem via Orçamento Participativo (OP) serviços e infraestrutura. Mesmo assim, a comunidade não conseguia, à época, pedir à SMAM a implantação de uma área verde para o lazer dos moradores, uma vez que o Túnel Verde não estava totalmente regularizado. Em outubro daquele ano, apenas 70 famílias do loteamento dispunham da documentação necessária para efetuar o registro de propriedade.

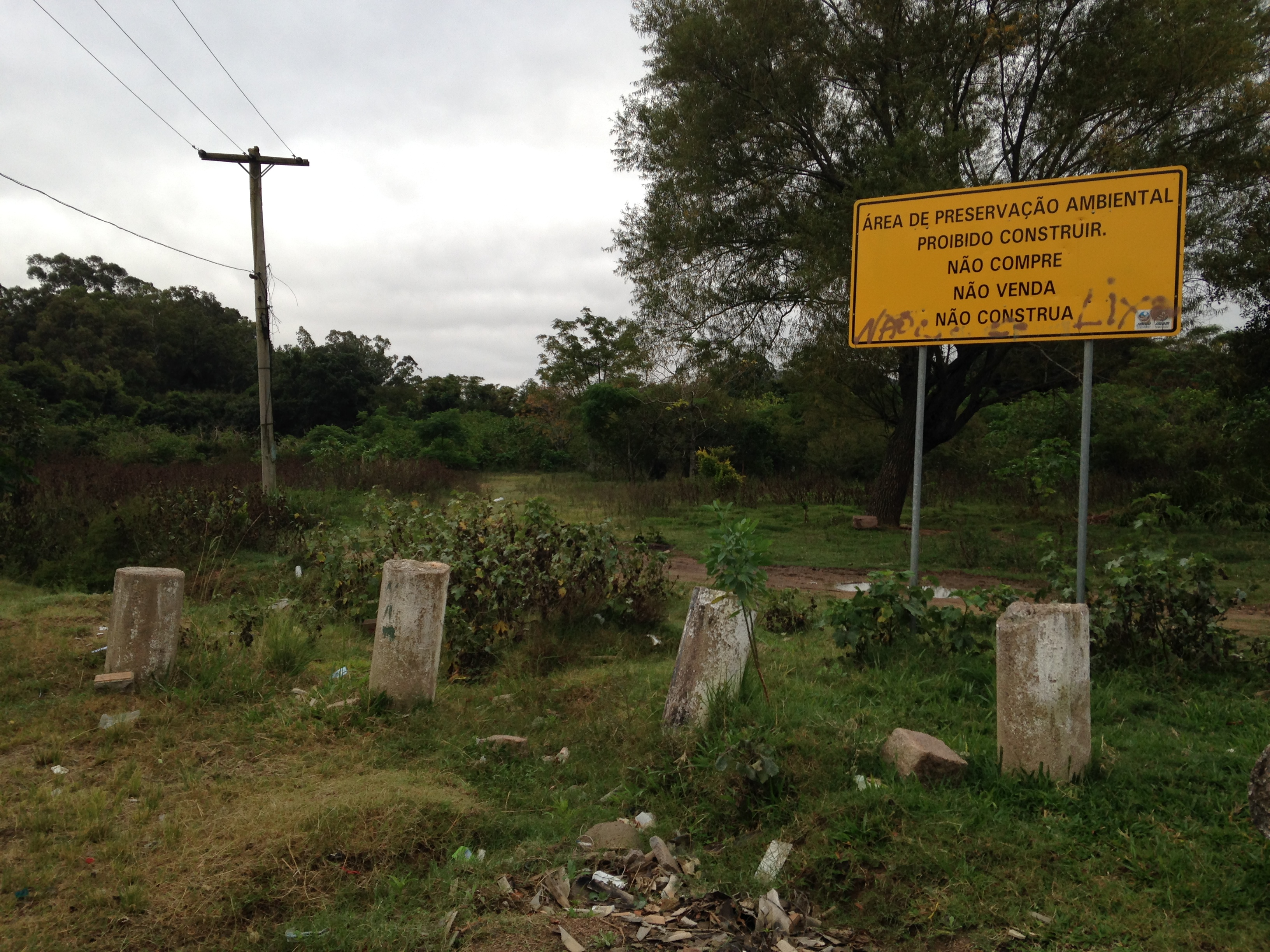
Placa proibindo novo adensamento.

O Túnel Verde já passou por mais de um episódio de invasão e ocupação irregular. No final da extensão do loteamento, em direção às águas do Arroio do Salso, uma placa erguida pela SMAM advertia o seguinte: "Área de Preservação Ambiental. Proibido Construir. Não compre, Não venda, Não construa".
Além da questão do impacto ambiental, há também o problema das cheias periódicas do Salso, que provocam o desalojamento das pessoas e perdas materiais. Em junho de 2010, trinta e cinco famílias do Túnel Verde precisaram ser removidas pela Defesa Civil por conta do aumento do nível das águas.
Em dezembro de 2015, a 5.ª Vara da Fazenda Pública da Comarca de Porto Alegre determinou a "imediata desocupação" dos imóveis sobre a quadra K no loteamento Túnel Verde, com autorização para demolição de moradias e uso de força pública policial.

## Transporte
Linhas de ônibus:
- 171 Ponta Grossa (STS);
- 1713 - Linha Ponta Grossa até Otto;
- 1714 - Ponta Grossa / Escola Odila Gay
- 1715 - Ponta Grossa / Escola Loureiro da Silva
- R5 - Rápida Ponta Grossa
- 10.52 Lotação Guarujá via Cavalhada

## População
Conforme dados do IBGE, a população do bairro Ponta Grossa cresceu vertiginosamente ao longo da década de 2000. 
| Censo Ano | População | Homens | Mulheres | Domicílios |
| --------- | --------- | ------ | -------- | ---------- |
| 1991      | 1.711     | —      | —        | —          |
| 2000      | 3.290     | 1.612  | 1.678    | 1.011      |
| 2010      | 6.769     | 3.309  | 3.460    | 2.475      |

## Segurança
Em outubro de 2015, agentes da Polícia Civil desmembraram, no bairro Ponta Grossa, uma quadrilha de tráfico de drogas composta por uma mulher, seus quatro filhos e suas respectivas companheiras. O grupo, que vendia alegadamente 100 quilos de drogas por mês, era conhecido como "Mixiricas" e fazia grande parte do tráfico no Extremo-Sul de Porto Alegre e também em Itapuã, em Viamão.
Em junho de 2016, um jovem de 22 anos perdeu a vida em um latrocínio e, quatro dias depois, familiares e vizinhos organizaram um protesto por mais segurança, em um domingo à tarde, percorrendo a Avenida Principal da Ponta Grossa em direção à rótula da Estrada Chapéu do Sol e bloqueando o trânsito em alguns trechos.
Em abril de 2020, uma adolescente de dezesseis anos, que tinha ocorrências de tráfico de drogas, foi executada a tiros em um lugar ermo e afastado do "Beco da Ponta Grossa" por facção oriunda da Vila dos Sargentos.

## Moradores famosos
- Joaquim José Felizardo, professor, escritor, historiador e político brasileiro (1932-1992) — primeiro titular da Secretaria Municipal da Cultura de Porto Alegre (1988) e patrono do Museu da cidade
- Theo Wiederspahn, arquiteto teuto-brasileiro[87];

## Limites atuais
Da foz do Arroio do Salso, segue a montante deste até a Avenida Juca Batista, passa pela Estrada Retiro da Ponta Grossa e chega até o limite da propriedade do Aeroclube do Rio Grande do Sul; segue na direção sul e, depois, sudeste, contornando-a até a Estrada da Ponta Grossa; a partir deste ponto, vai até o Arroio Guabiroba e encontra a orla do Guaíba; pela orla do Guaíba contorna a Ponta Grossa e vai até a foz do Arroio do Salso.

## Galeria de imagens

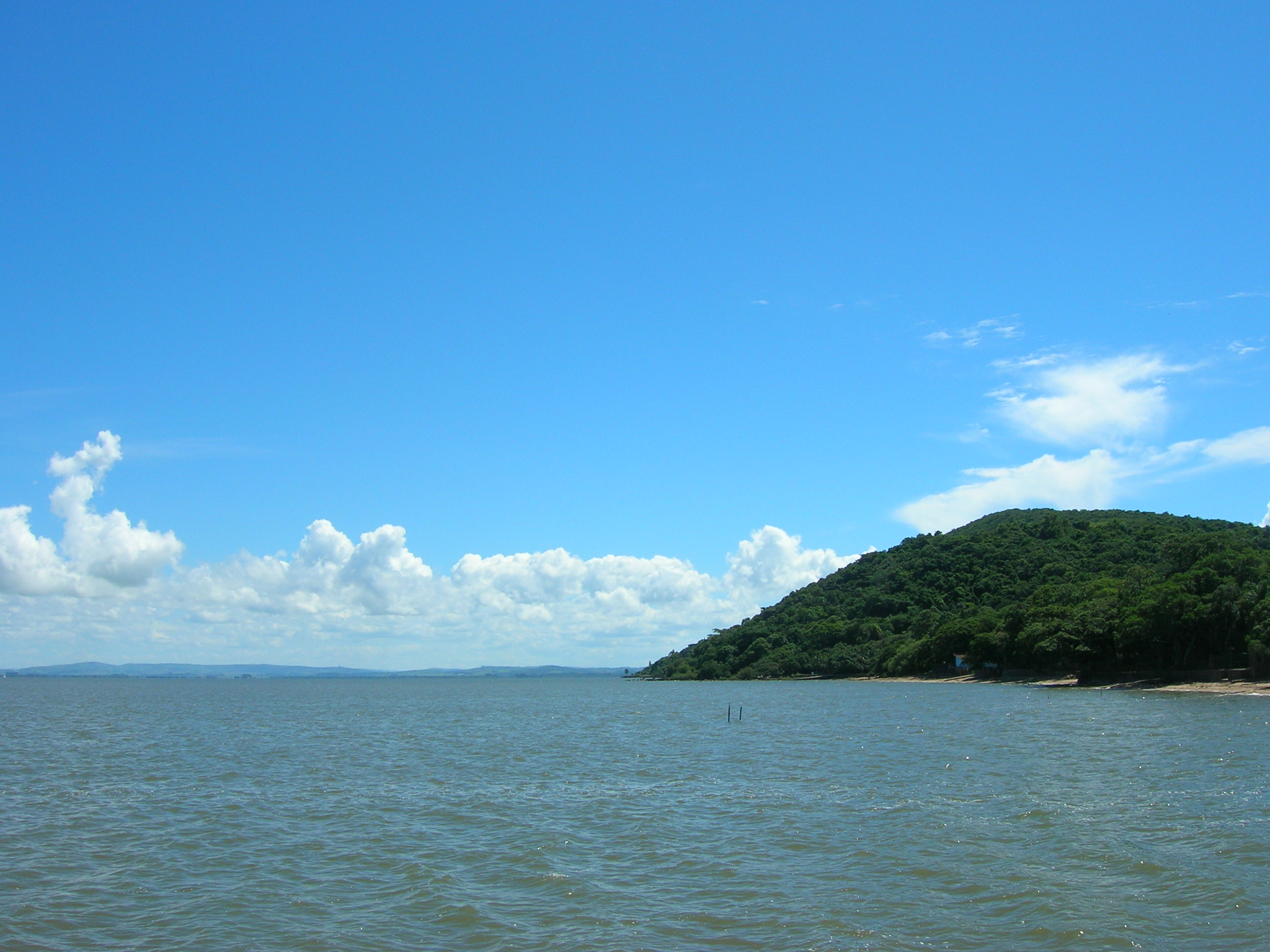
Morro da Ponta Grossa
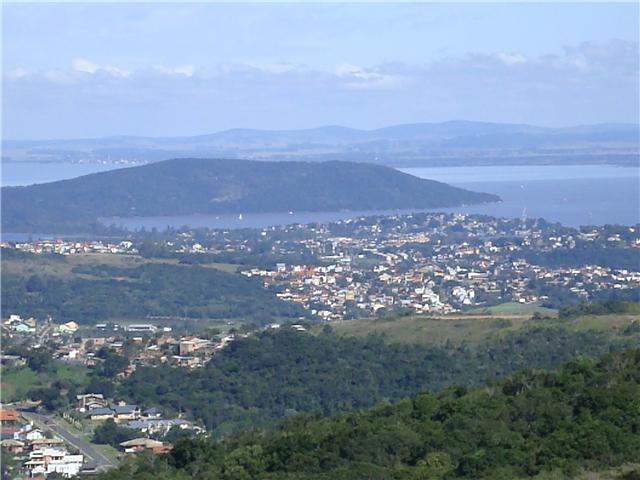
Morro da Ponta Grossa, visto do Santuário Mãe de Deus
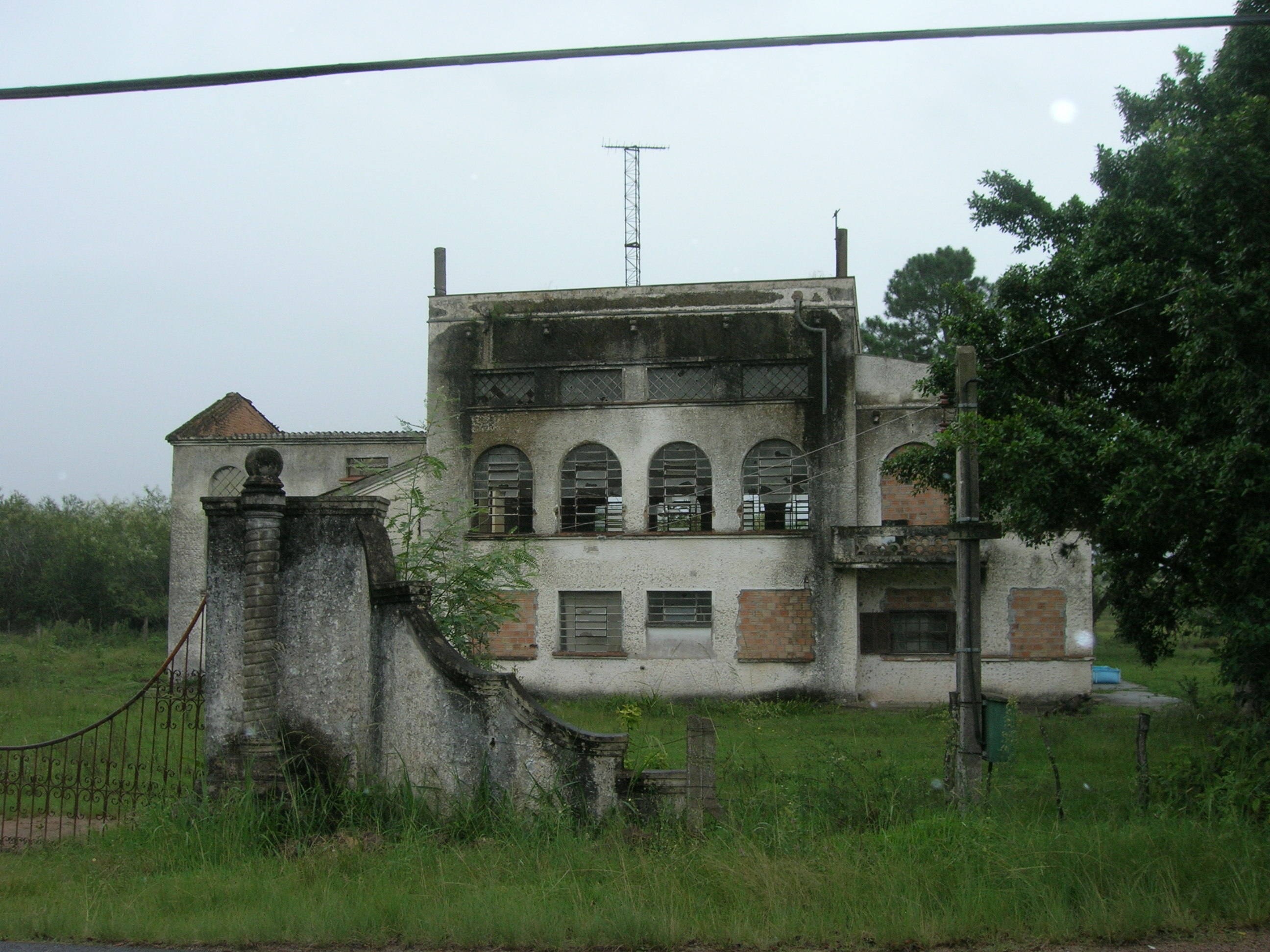
Antigo prédio da estação da Rádio Farroupilha, desativado desde 1986.
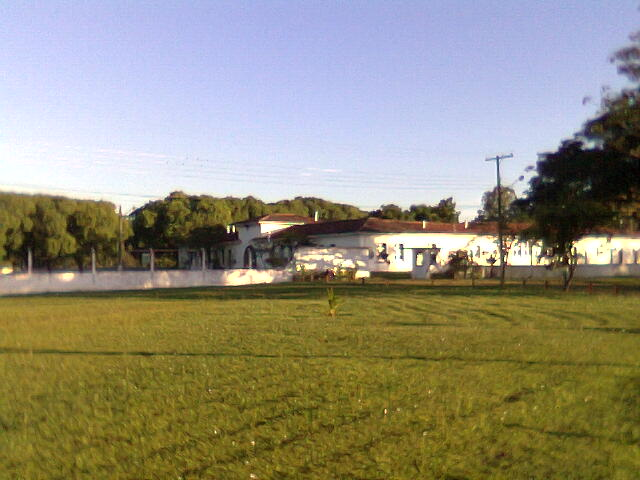
O Laboratório Nacional Agropecuário - LANAGRO/RS.
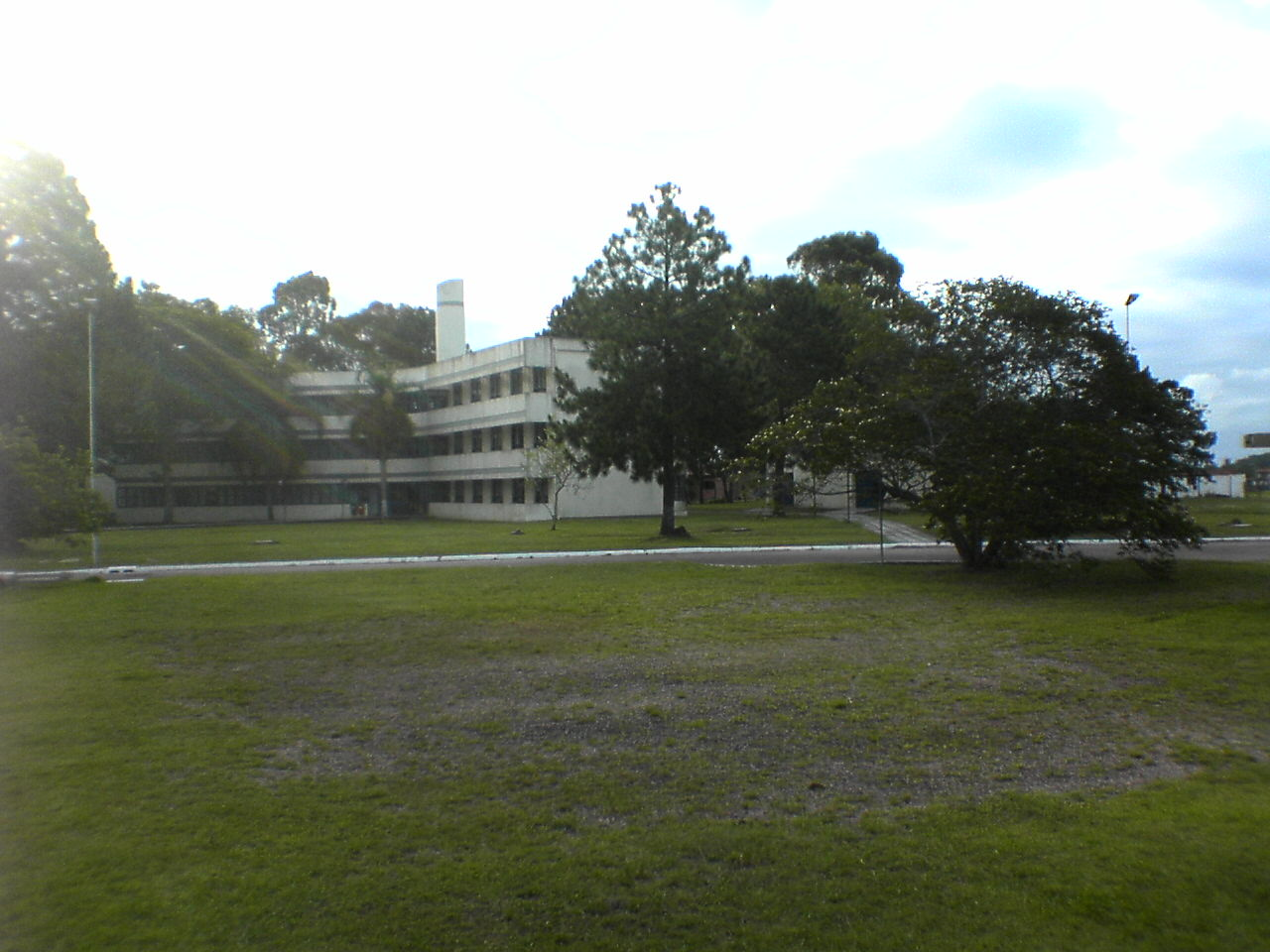
O Centro Social e de Treinamento do Banrisul.